# Barthélemy d'Eyck
Vous lisez un « article de qualité » labellisé en 2012.
Pour les articles homonymes, voir Eyck.
Barthélemy d'Eyck est un artiste peintre originaire de la principauté de Liège et actif entre 1444 et 1470, peintre de René d'Anjou, à qui plusieurs peintures sur bois, enluminures et dessins sont attribués.
Les archives le désignent à plusieurs reprises comme peintre de René d'Anjou, originaire de la région de Maaseik dans les Pays-Bas, vivant dans l'intimité du prince, par ailleurs roi titulaire de Naples. Cependant, à aucun moment, la documentation historique ne permet de lui attribuer une œuvre avec certitude, seules des déductions de styles effectuées par plusieurs historiens de l'art permettent de lui constituer un corpus d'œuvres. Après quelques hypothèses avancées dès la fin du XIXe siècle, c'est principalement depuis les années 1980 que plusieurs historiens tels que Charles Sterling, François Avril et Nicole Reynaud ont permis de mettre son nom sur plusieurs œuvres jusque-là attribuées à des maîtres anonymes.
Barthélemy d'Eyck a été identifié au peintre, jusqu'alors anonyme, désigné sous le nom de convention de « Maître du cœur d'amour épris », appelé aussi « Maître du roi René », qui est l'auteur probable des enluminures d'une dizaine de manuscrits réalisés pour René d'Anjou dont le Livre du cœur d'Amour épris, un manuscrit de la Théséide, le Livre des tournois et peut-être même quelques ajouts au calendrier des Très Riches Heures du duc de Berry. Il est aussi assimilé au « Maître du triptyque d'Aix », auteur du Triptyque de l'Annonciation d'Aix, ce qui a permis de voir sa main dans plusieurs autres panneaux sur bois du deuxième tiers du XVe siècle. Son style, inspiré de Robert Campin et empruntant à Jan van Eyck, est caractérisé par des personnages d'aspect massif, au regard énigmatique glissant sur le côté. Il use particulièrement de jeux d'ombres et du clair-obscur qui viendraient de son séjour en Provence. Enfin, il manie à de multiples reprises les symboles héraldiques et les emblèmes, sans doute sous l'influence directe de son mécène, le roi René, dont il est très proche. Ces attributions d'œuvres font de plus en plus l'unanimité parmi les historiens d'art, même si certaines d'entre elles sont encore sujettes à controverses.

## Éléments biographiques

### Ses origines et sa formation

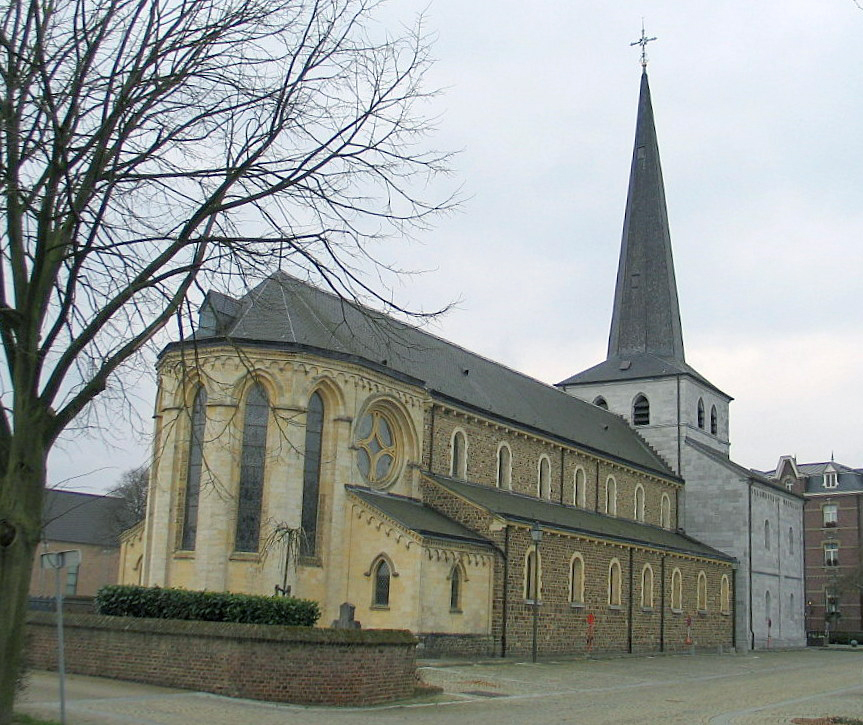
Ancienne abbatiale de l'abbaye d'Aldeneik à Maaseik.

Très peu d'éléments permettent de connaître la vie du peintre. Il serait originaire du diocèse de Liège, sans doute dans sa partie néerlandophone, plusieurs documents l'attestant. Il est en effet le fils d'une certaine Ydria Exters, originaire de la région de Maaseik qui s'est remariée en secondes noces à Pierre du Billant, brodeur attitré et valet de chambre de René d'Anjou, lui aussi néerlandais d'origine. Un acte notarié d'Aix-en-Provence, daté du 28 juin 1460 atteste en effet de ce mariage. Selon ce même acte, le frère de Barthélémy s'appelle Clément d'Eyck et est désigné comme « noble homme du diocèse de Liège ». D'autre part, une pierre tombale retrouvée dans le cimetière de l'abbaye d'Aldeneik, dans l'actuelle ville de Maaseik, dans la province de Limbourg, contient les armes des Van Eyck, celles du premier mari d'Ydria, associées aux armes des Van Biljandt ou du Billant. Ces indications font penser que Barthélemy d'Eyck pourrait avoir été parent de Jan et d'Hubert van Eyck, eux aussi originaires de cette région,.
Selon Charles Sterling, Barthélemy aurait suivi une formation de peintre vers 1430-1435 aux Pays-Bas bourguignons, dans des milieux proches des frères van Eyck et de Robert Campin, alias le Maître de Flémalle. D'après l'historien de l'art allemand Eberhard König, il aurait participé directement à des œuvres issues de l'atelier de Jan van Eyck, notamment en contribuant à l'enluminure de trois pages des Très Belles Heures de Notre-Dame. René d'Anjou, son futur mécène, aurait d'ailleurs peut-être visité l'atelier de Van Eyck en 1433. Cependant, cette attribution n'a pas été reprise par les autres historiens de l'art. Au contraire, d'après son style, plusieurs d'entre eux penchent plutôt pour une formation auprès de Robert Campin.
Toujours selon Sterling, il aurait peut-être rencontré le peintre suisse d'origine allemande Conrad Witz, dont les œuvres possèdent des analogies marquées avec celles attribuées à Barthélemy. Cette rencontre aurait pu avoir lieu en 1434, à l'occasion du concile de Bâle. Par la suite, Barthélemy aurait fait connaissance avec René d'Anjou en 1435 à Dijon. Ce dernier, à la suite de son mariage avec Isabelle Ire de Lorraine, hérite du duché de Lorraine en 1431 détenu jusque-là par son beau-père. Cependant, Antoine de Vaudémont lui conteste ce titre. René d'Anjou est défait au cours de la bataille de Bulgnéville et est retenu en otage dans la capitale bourguignonne par le principal soutien de Vaudémont, le duc Philippe le Bon. Un peintre du nom de Barthélemy est d'ailleurs signalé à la cour de Bourgogne en 1440-1441 mais rien n'indique qu'il s'agit du même,.

### Un voyage en Italie?

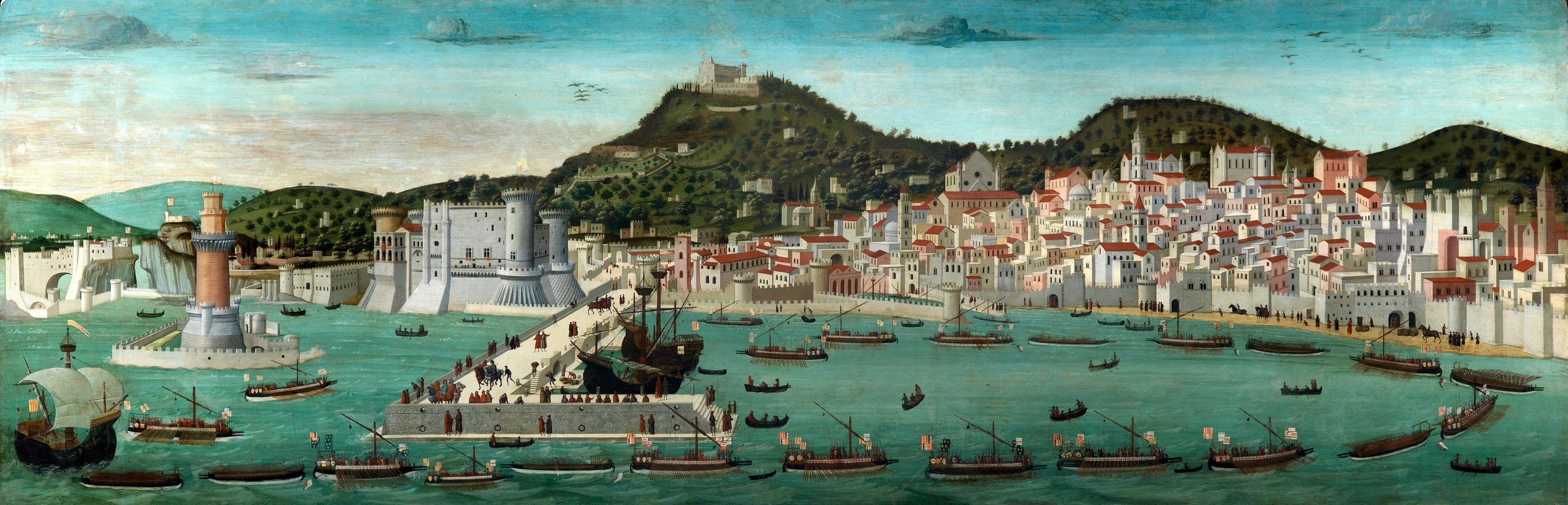
Vue de Naples en 1472, Tavola Strozzi, Musée San Martino.

Très tôt, les historiens de l'art ont discerné des signes d'une influence italienne dans les œuvres attribuées au Maître du roi René et, symétriquement, des signes d'une influence du maître sur certains artistes italiens. L'humaniste italien Pietro Summonte prétend en 1524 que la technique flamande de la peinture à l'huile a été enseignée au peintre napolitain Colantonio par le roi René lui-même, lors de son séjour sur place entre 1438 et 1442. À la suite de la mort de son frère Louis III d'Anjou en 1434, René hérite non seulement du duché d'Anjou, mais est également désigné comme l'héritier de Jeanne II de Naples. Après sa libération, René gagne le sud de l'Italie le 19 mai 1438 pour faire valoir son titre de roi de Naples contre Alphonse V d'Aragon.
Les historiens de l'art ont préféré voir plutôt les peintres de l'entourage du roi dans l'apprentissage de la technique flamande à Colantonio, ce qui incite l'Italienne Fiorella Sricchia Santoro et la Française Nicole Reynaud à écrire que Barthélemy d'Eyck devait alors accompagner son mécène. La présence de son beau-père Pierre du Billant est en tout cas attestée à Naples en 1440. Ces mêmes historiennes pensent qu'il a réalisé les feuillets de la Chronique Cockerell lors de son séjour sur place. Il pourrait avoir aussi accompagné le roi lors de son escale à Gênes en 1438 au cours du voyage vers Naples, où il aurait vu le Triptyque Lomellini de Jan van Eyck aujourd'hui disparu. Mais les avis divergent sur la fin du séjour. Selon Sricchia Santoro et l'historien Carlo Ginzburg, il serait resté à Naples avec le roi jusqu'en juin 1442 et rentré avec lui en passant par Florence, où ils auraient séjourné pendant l'été chez les Pazzi. Pour Nicole Reynaud, il serait rentré plus tôt, en compagnie de l'épouse du roi Isabelle de Lorraine et de ses enfants, accompagnés sans doute par Pierre du Billant, dont la présence est attestée à Aix-en-Provence dès mars 1441. Ce voyage reste une supposition, aucun document n'attestant même du fait que Barthélemy était bien au service de René d'Anjou pendant cette période. Bien qu'admis par plusieurs historiens de l'art, il est remis en cause par d'autres. Selon François Avril ou Eberhard König, Barthélemy d'Eyck pourrait tout aussi bien avoir réalisé la Chronique Cockerell à partir de documents rapportés d'Italie.

### Le peintre attitré du roi René
Sa présence est par la suite attestée en Provence. Il est ainsi mentionné à Aix-en-Provence dans un acte notarié datant de 1444 comme un maître peintre (« magister et pictor »), aux côtés d'un autre grand peintre de l'époque résidant dans la région, le picard Enguerrand Quarton. Puis, il apparaît dans les comptes du roi René comme peintre ayant la charge officielle de valet de chambre entre 1446 et 1470, et à partir de 1459, il devient son valet tranchant, c'est-à-dire chargé habituellement de découper sa viande. Ces titres, purement honorifiques, sont très souvent donnés à l'époque à des peintres officiels de cour et leur permettent de bénéficier de revenus réguliers. En 1460, il obtient une nouvelle charge, celle d'écuyer du roi de Sicile, un des titres du roi René. Cependant, à aucun moment dans les comptes de René d'Anjou n'apparaît la moindre commande précise d'une œuvre. Il est simplement chargé par le prince d'acquérir d'autres œuvres d'art ainsi que des parchemins. À tel point que certains historiens de l'art, tel Albert Châtelet, ont même douté qu'il puisse avoir été un artiste, préférant y voir plutôt un secrétaire particulier.
René d'Anjou se montre très proche de son peintre. Tout d'abord, il lui accorde régulièrement des dons. Il finance lui-même des ateliers avec le mobilier nécessaire dans certaines de ses résidences, non loin de ses appartements. C'est le cas dans le château de Tarascon où est mentionné en 1447 « en ung restraiz du roy oudit chastel de Tharascon et là ou besogne Berthélémieu, peintre dudit seigneur » ; dans le palais comtal d'Aix-en-Provence, où l'on décrit, dans un inventaire datant de 1462, le « scriptorio » et le « studio » de « Bartholomei » ; à l'hôtel royal de Marseille où l'on signale la chambre haute de Barthélemy la même année. C'est aussi le cas dans son château d'Angers : un inventaire des biens de ce dernier palais, datant de 1471-1472, signale : « En la chambre du petit retrait du roy. Item ung petit basset en forme d'escabeau sur lequel escript Barthélemy [...] Item une cherre à coffre et à ciel, sur laquelle se siet Berthélemy pour besongner ». Enfin, le peintre suit à de nombreuses reprises son maître dans ses déplacements. Outre son possible séjour à Naples déjà évoqué entre 1438 et 1442, il effectue ensuite plusieurs voyages entre l'Anjou et la Provence. Enfin, il accompagne le prince lors d'un déplacement en Guyenne au début des années 1450,,.

Vues des demeures de René d'Anjou où la présence de Barthélemy d'Eyck est attestée
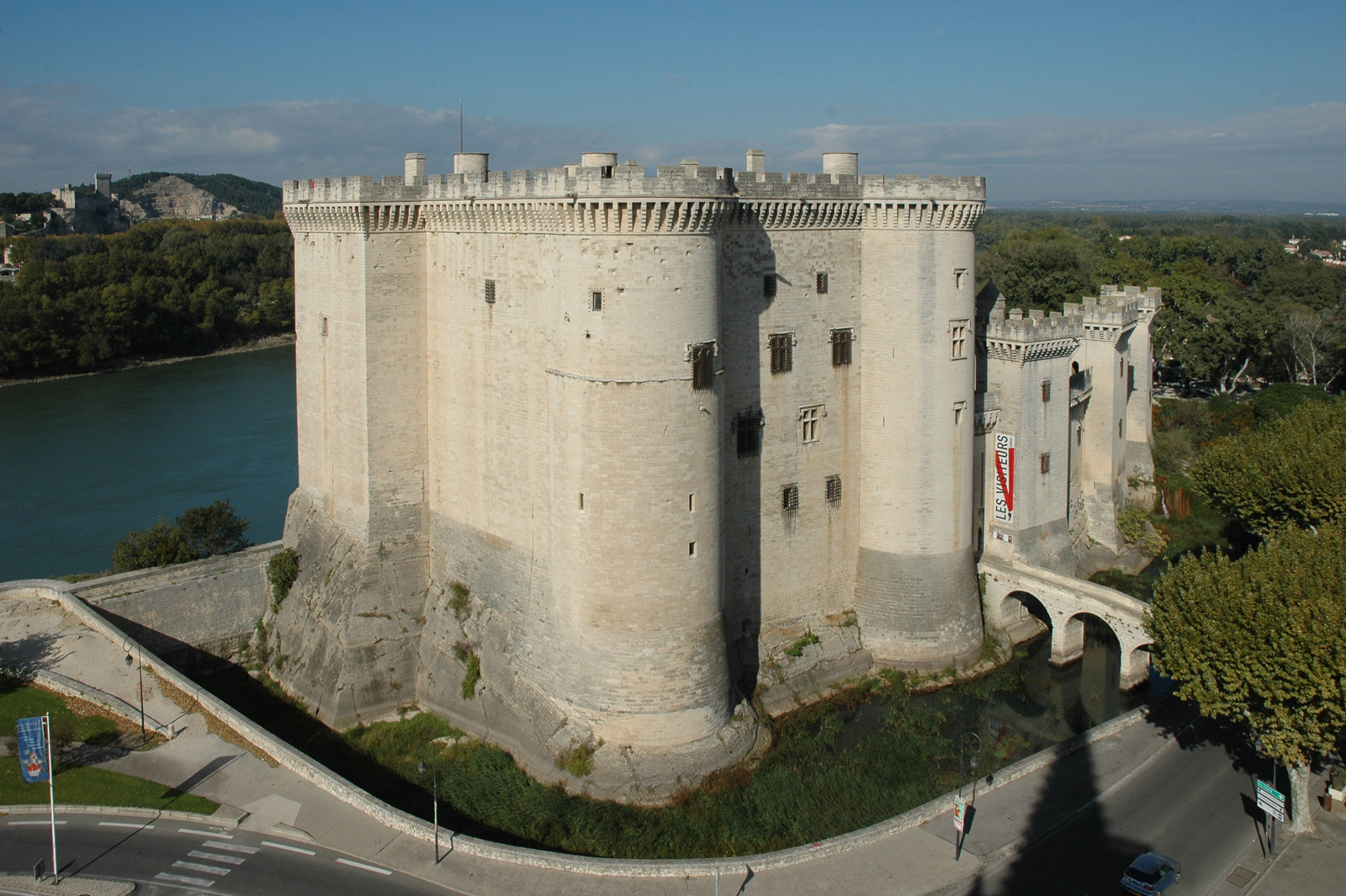
Vue actuelle du château de Tarascon.
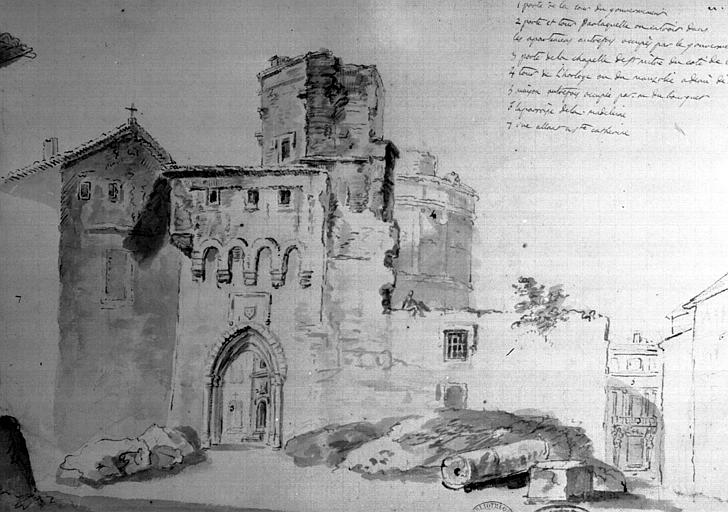
Vue de l'ancien palais comtal d'Aix-en-Provence, dessin à la plume et lavis du XVIIIe siècle.
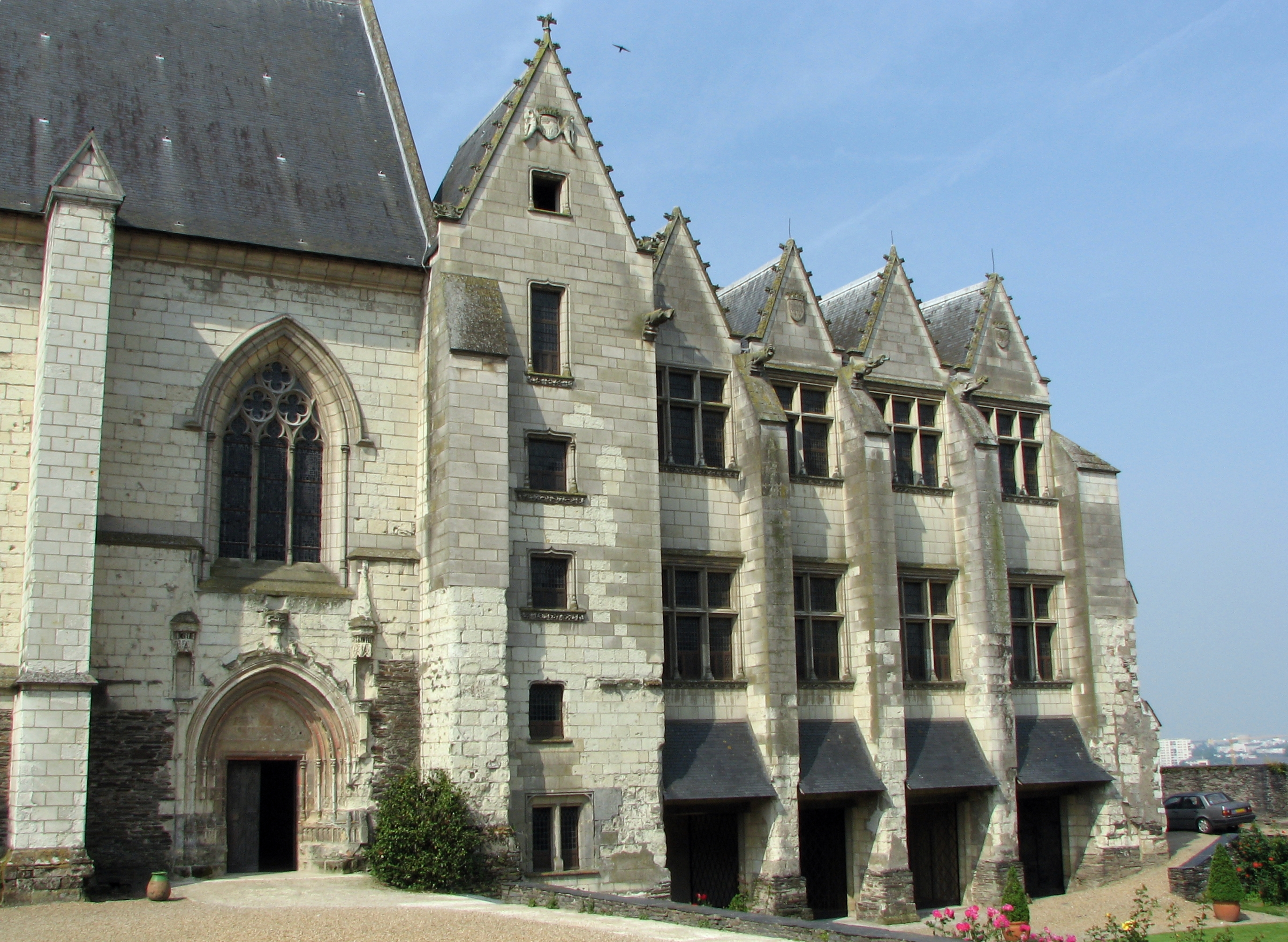
Château d'Angers, galerie du roi René.

L'inventaire du château d'Angers indique que Barthélemy est encore en vie en 1472. En revanche, sans doute entre 1475 et 1480, dans une lettre qu'adresse Jehanne de la Forest, veuve du peintre, à René d'Anjou, on apprend que le prince demande de lui transmettre les « pourtraistures de feu Berthelemy » encore en sa possession. Cette lettre atteste, outre de la mort récente du peintre, de l'existence d'œuvres de la main de Barthélemy, même s'il n'est pas précisé de quels travaux il s'agit. Les « pourtraistures » désignent à l'époque des dessins, pas forcément des portraits. Ainsi, même après la mort de l'artiste, le prince lui témoigne toujours son attachement.

## Le style du peintre

### L'influence de Jan van Eyck, Robert Campin et Conrad Witz
Barthélemy d'Eyck était originaire des Pays-Bas et les œuvres qui lui sont attribuées s'en ressentent. Elles sont à de nombreuses reprises marquées par l'art des Primitifs flamands des années 1430, à l'époque présumée de sa formation. Le triptyque d'Aix présente des similitudes avec une autre Annonciation : celle de la National Gallery of Art peinte par Jan van Eyck, œuvre datant des années 1434-1436 et peut-être commandée par le duc de Bourgogne. C'est précisément à cette époque que Barthélemy se serait rendu à Dijon lors de sa rencontre avec René d'Anjou, alors prisonnier. Dans les deux tableaux, la scène se déroule dans une église, choix relativement rare à l'époque, dans une architecture apparente. Dans le panneau d'Aix, une messe se déroule en arrière-plan, tout comme à l'arrière-plan d'un autre tableau marial de Jan van Eyck : Vierge dans une église (Gemäldegalerie, Berlin). Cette influence de Van Eyck est surtout constituée d'emprunts de motifs plus que d'un style. C'est le cas par exemple dans la scène de dédicace de la Théséide de Vienne où figure la silhouette de la femme au portrait des Époux Arnolfini.

L'Annonciation de Jan van Eyck, National Gallery of Art, Washington D.C.
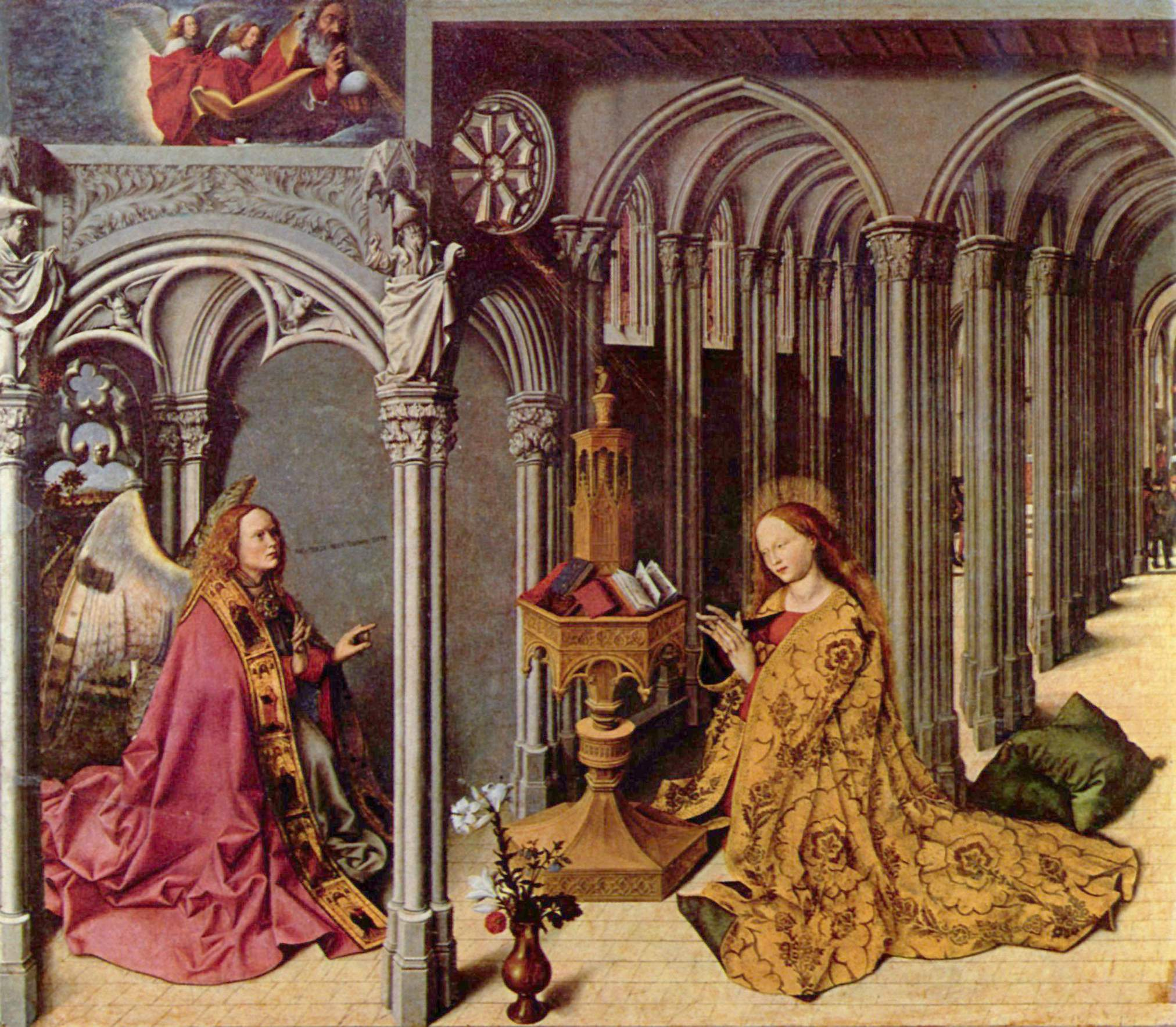
Panneau central du Triptyque de l'Annonciation d'Aix.
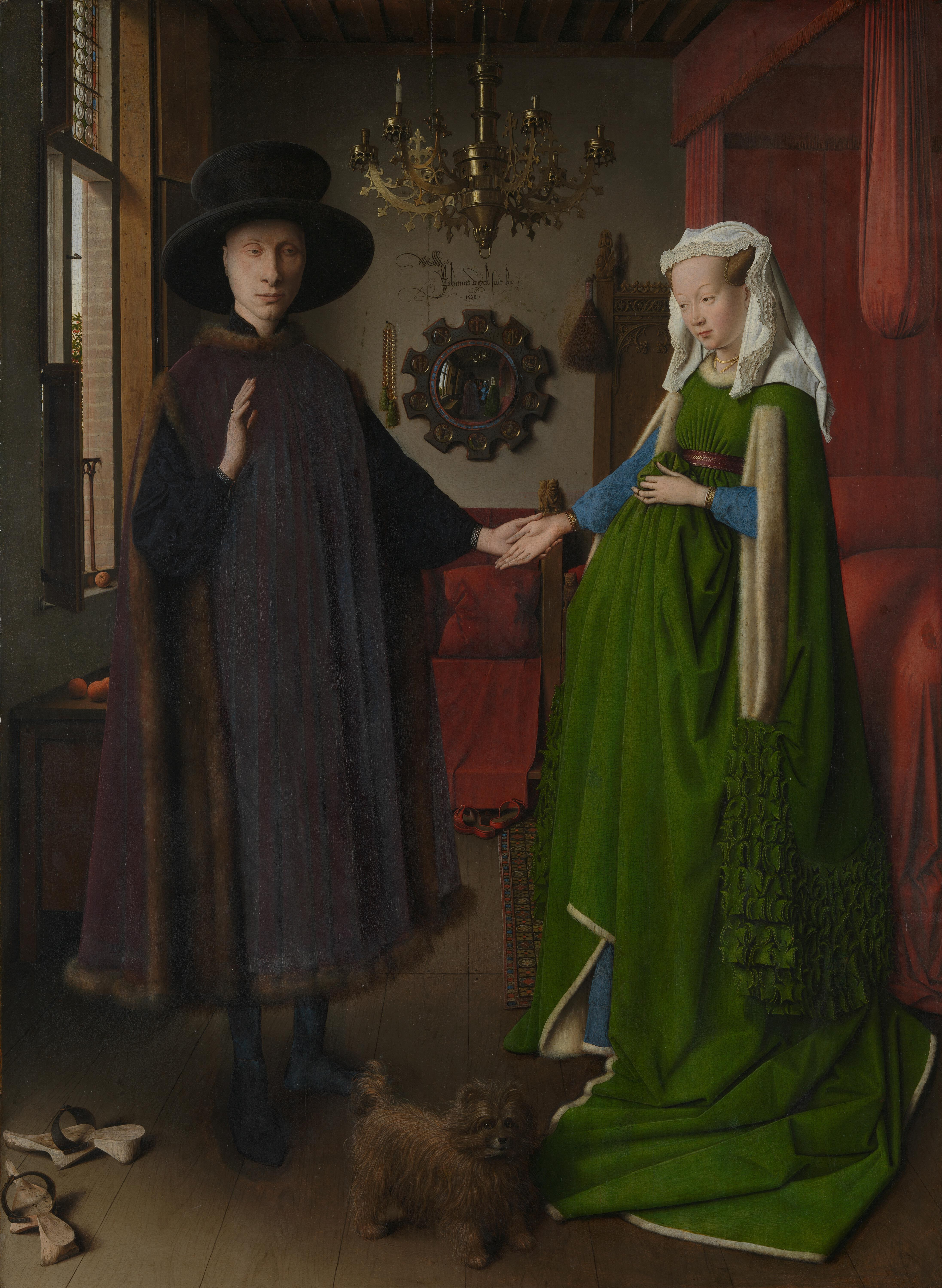
Les Époux Arnolfini de Jan van Eyck, National Gallery.
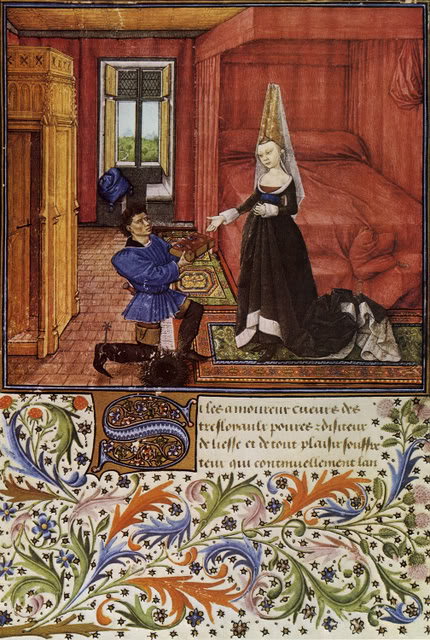
Scène de dédicace de la Théséide de Vienne, f.14v.

Mais c'est surtout dans l'art de Robert Campin que le peintre semble trouver son inspiration : s'y retrouvent le même intérêt pour des lumières claires et franches et les ombres portées, mais aussi la recherche d'un rendu réaliste des modelés, des textures et des surfaces des objets et des tissus. Cette influence se ressent particulièrement dans le tableau de la Sainte Famille du Puy-en-Velay ou dans les Heures Morgan, qui présentent des ressemblances avec des œuvres attribuées à l'atelier de Campin,.

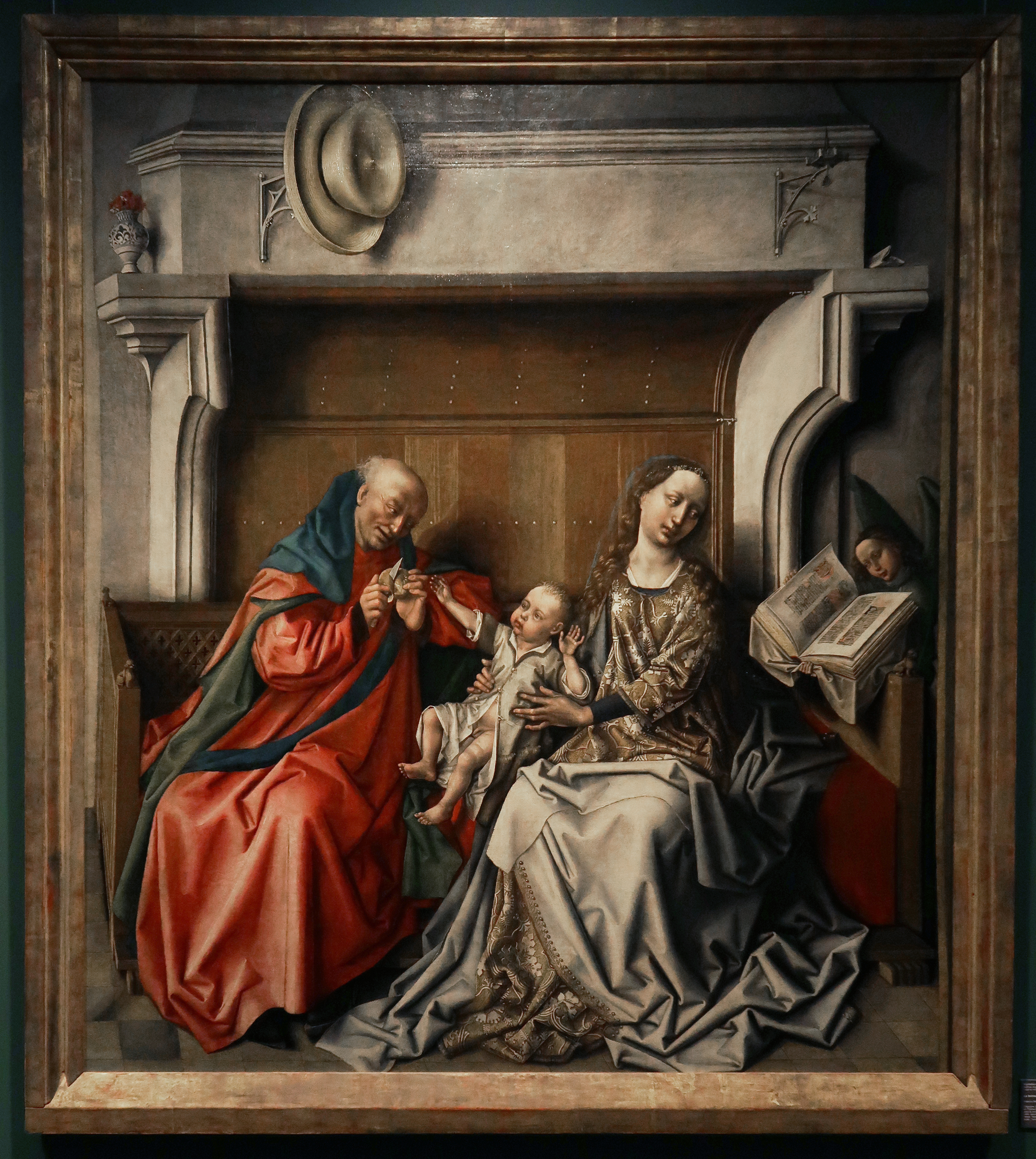
La Sainte Famille, cathédrale Notre-Dame-de-l'Annonciation du Puy-en-Velay.
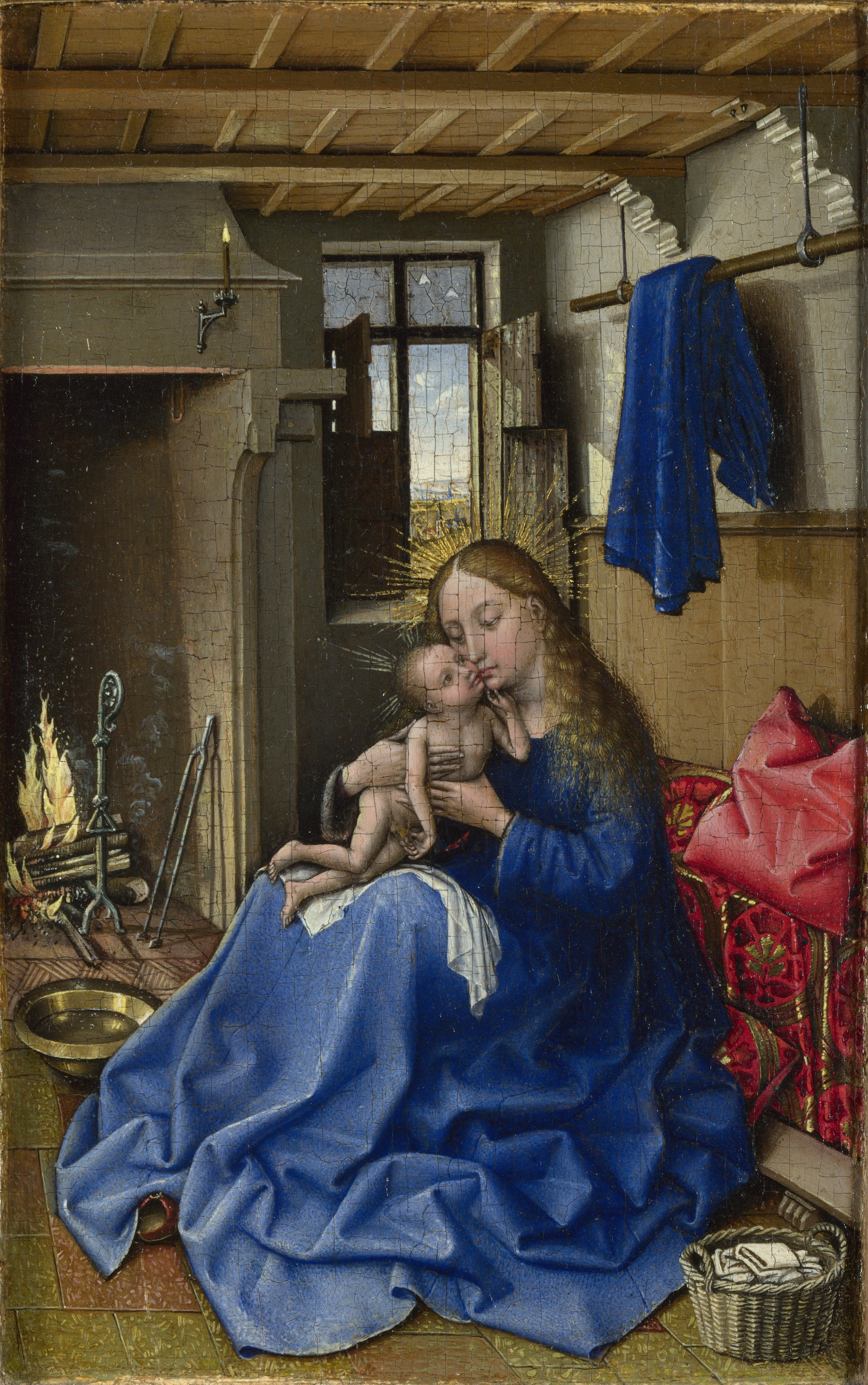
Vierge à l'enfant dans un intérieur, atelier de Robert Campin, National Gallery.

Un autre peintre, non plus flamand, mais suisse d'origine allemande, semble avoir également influencé Barthélemy d'Eyck, au point que Sterling a pu supposer une rencontre entre les deux : il s'agit de Conrad Witz. Certains détails très particuliers au peintre helvète se retrouvent chez lui : c'est le cas notamment de l'usage des plissés de robes et de voiles de forme tubulaire et brisée. Il lui emprunte aussi des thèmes très rares dans la peinture de l'époque comme David et les trois vaillants dans les miniatures des Heures Egerton, thème déjà présent dans le retable du Miroir du Salut de Bâle peint par Witz vers 1435.

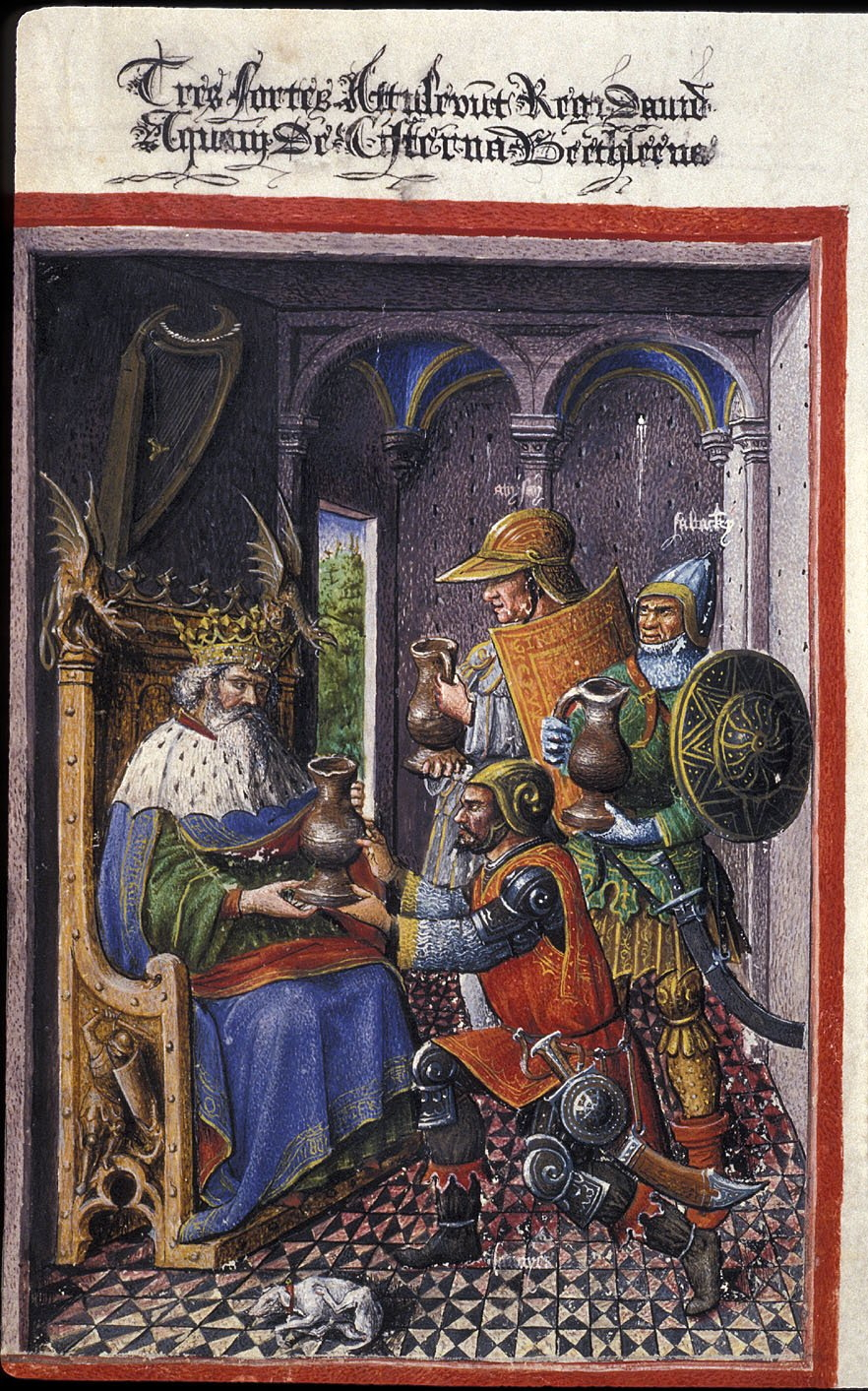
David et les trois vaillants, folio 139 des Heures Egerton, British Library.
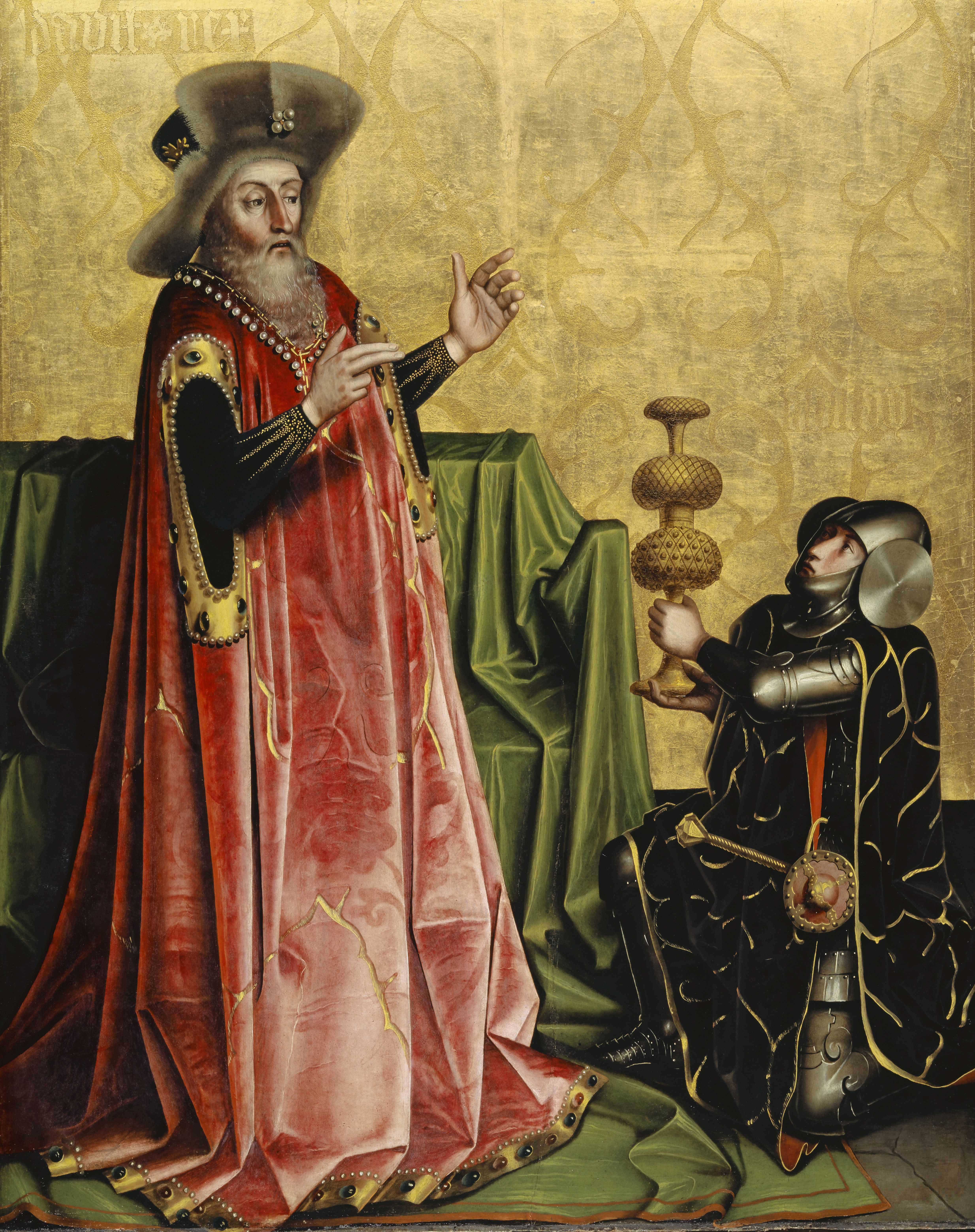
David et les trois vaillants, retable du Miroir du salut, Kunstmuseum (Bâle).
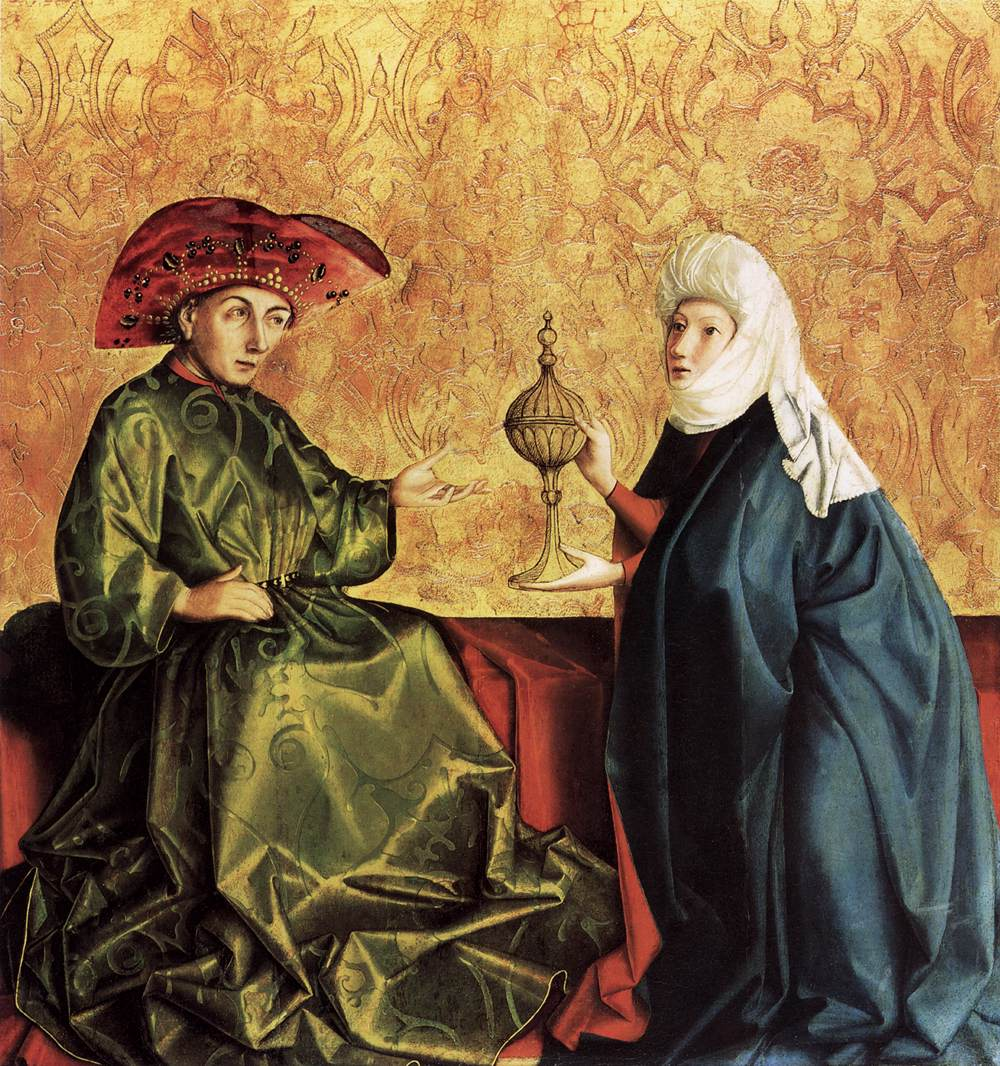
Les plis tubulaires dans le manteau de Salomon et la reine de Saba, Gemäldegalerie (Berlin).

### Un style propre et original
Même si des influences extérieures peuvent être discernées, le peintre se démarque par un style véritablement original. Ses œuvres présentent à de nombreuses occasions des organisations spatiales complexes comme dans le Triptyque de l'Annonciation d'Aix, un sens du mouvement et de l'action dans plusieurs miniatures comme celles de la Théséide de Vienne et le Livre des tournois. Il n'hésite pas à déployer cette action sur une double page, dans ces deux manuscrits, ce qui constitue « une innovation majeure qui fit date dans la mise en page de l'imagerie des manuscrits » d'après François Avril. Il fait d'autre part un usage régulier du clair-obscur et des jeux d'ombres, comme dans le Livre du cœur d'Amour épris : ces éclairages seraient la marque de l'influence de son séjour en Provence et de la lumière dont bénéficie la région. Selon certains historiens d'art, ce sont ces mêmes ombres qui permettent de déceler sa main dans certains ajouts au calendrier des Très Riches Heures du duc de Berry.
Son traitement des surfaces planes ou modelées est aussi très particulier : il réalise des coups de pinceau sous la forme de très fines hachures appelées aussi flochetage. Certaines de ses couleurs sont également uniques : il utilise rarement le bleu azur comme la plupart des enlumineurs de son époque, mais plutôt un bleu pervenche, par exemple dans le livre que tient Jérémie dans le Triptyque d'Aix.
Ses personnages sont aussi caractéristiques : ils sont d'aspect massif, liés entre eux par des positions pivotantes de la tête et du corps, et possèdent généralement un regard énigmatique glissant sur le côté. Ils traduisent souvent une mélancolie qui se retrouve dans les textes de son mécène, le roi René d'Anjou. Leurs mains sont aussi particulières : fortes et moelleuses, aux phalanges osseuses et ongles courts, avec des gestes récurrents comme lorsqu'elles désignent quelque chose du doigt.

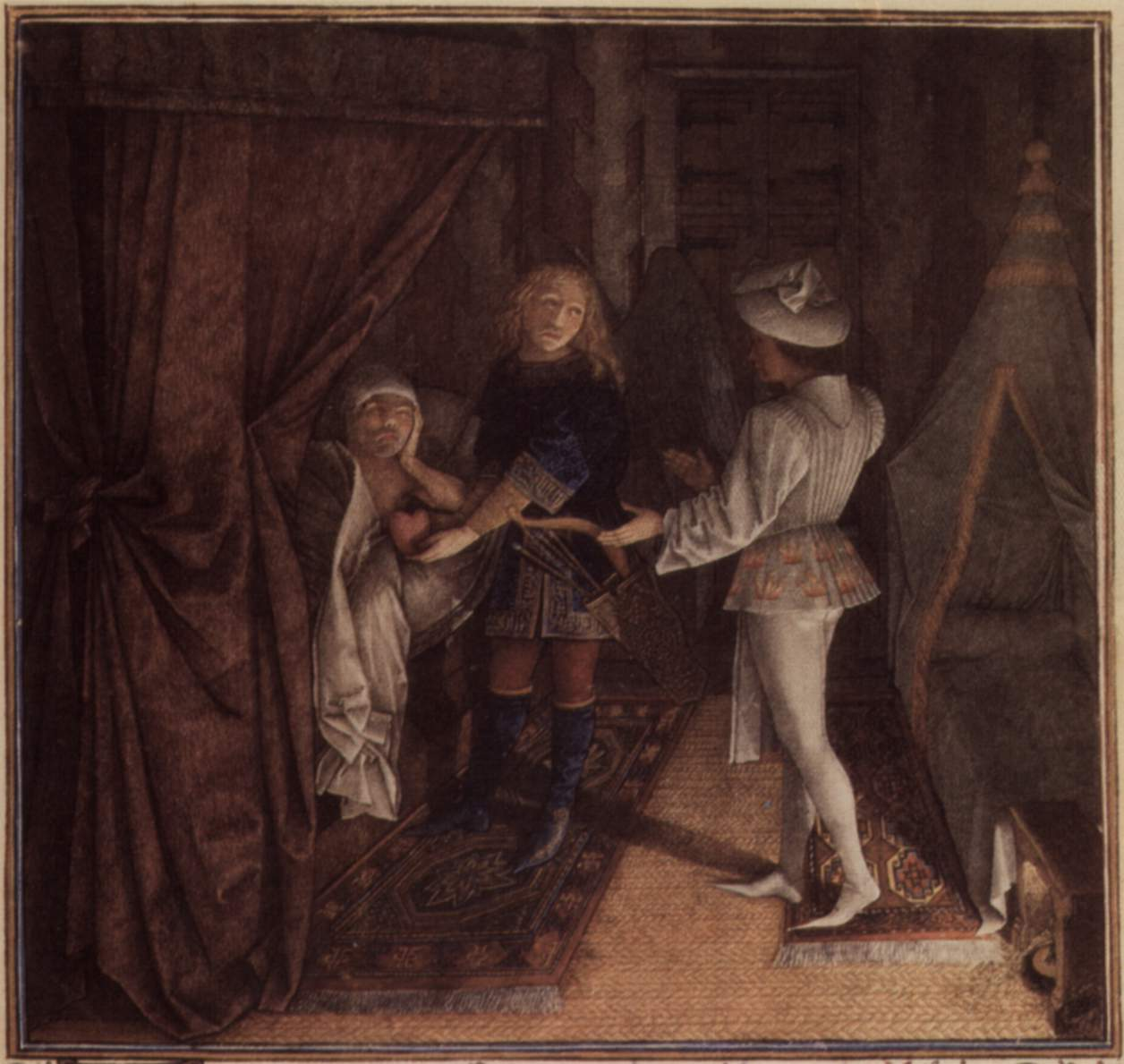
Le clair-obscur dans le Livre du cœur d'Amour épris, f.2.
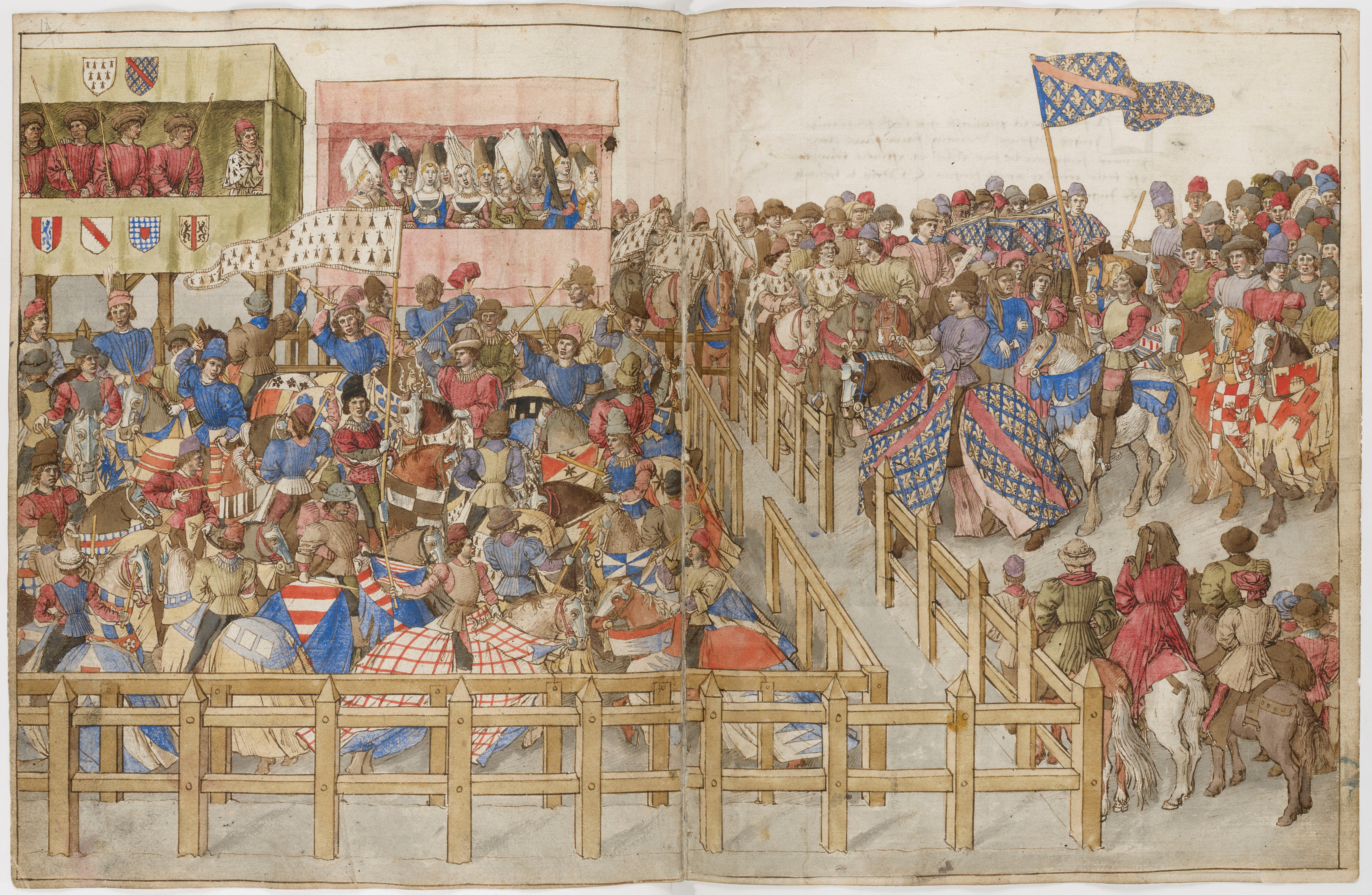
Le sens du mouvement dans le Livre des tournois, f.76v-77.
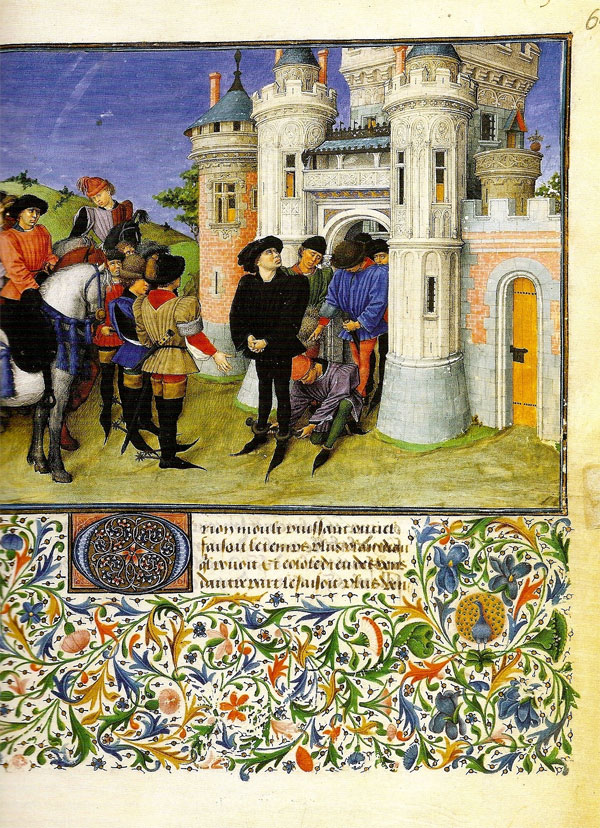
La position des personnages et leur regard dans la Théséide de Vienne, f.64.
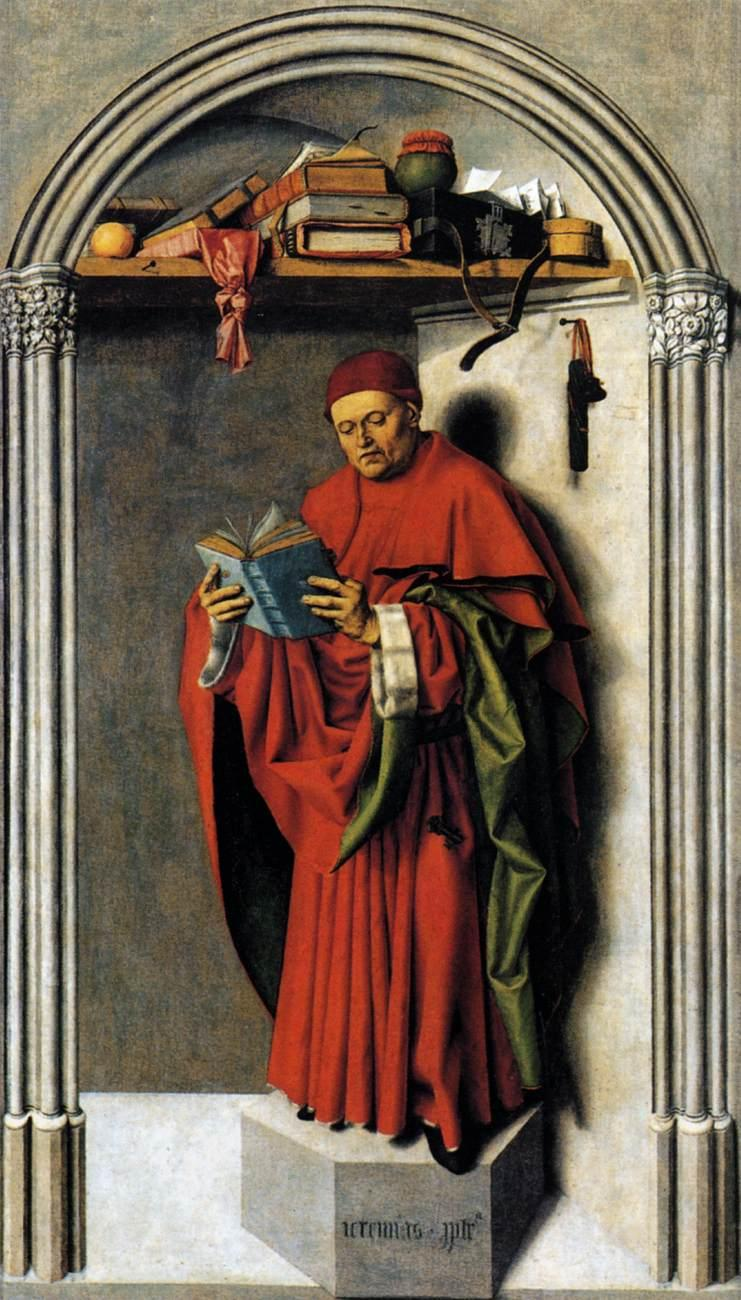
Le bleu pervenche du livre tenu dans les mains par Jérémie dans le Triptyque d'Aix, musées royaux des beaux-arts de Belgique.

### Une maîtrise de l'héraldique et de l'emblématique
Tous les manuscrits attribués à Barthélemy d'Eyck révèlent une grande maîtrise de la science héraldique ainsi que de l'art des emblèmes, très important à la fin du Moyen Âge. Le peintre est à l'origine de la peinture en 1452 du premier Armorial de l'ordre du croissant, ordre de chevalerie créé par René d'Anjou, dont le manuscrit original a aujourd'hui disparu mais dont des copies sont conservées (Voir : Statuts de l'ordre du Croissant). Son aisance dans la représentation des armoiries se retrouve dans les récits de tournois qu'il a illustrés ainsi que dans les emblèmes représentés dans les marges des livres d'heures. Il est originaire des Pays-Bas, qui est le lieu, à l'époque, où se définit cette science et dont les préceptes sont aussi bien suivis en France qu'en Allemagne. Barthélemy pourrait avoir assuré la fonction de héraut d'armes pour René d'Anjou. Outre le fait que cette fonction était fréquemment assurée par des peintres, plus aucun autre héraut n'est mentionné après 1446 au sein de la cour de Provence et d'Anjou.
D'autre part, les blasons et cimiers représentés dans le Livre des tournois sont directement inspirés des décorations héraldiques qui existent à la même époque entre Rhin et Meuse, soit la région d'origine de Barthélemy d'Eyck.

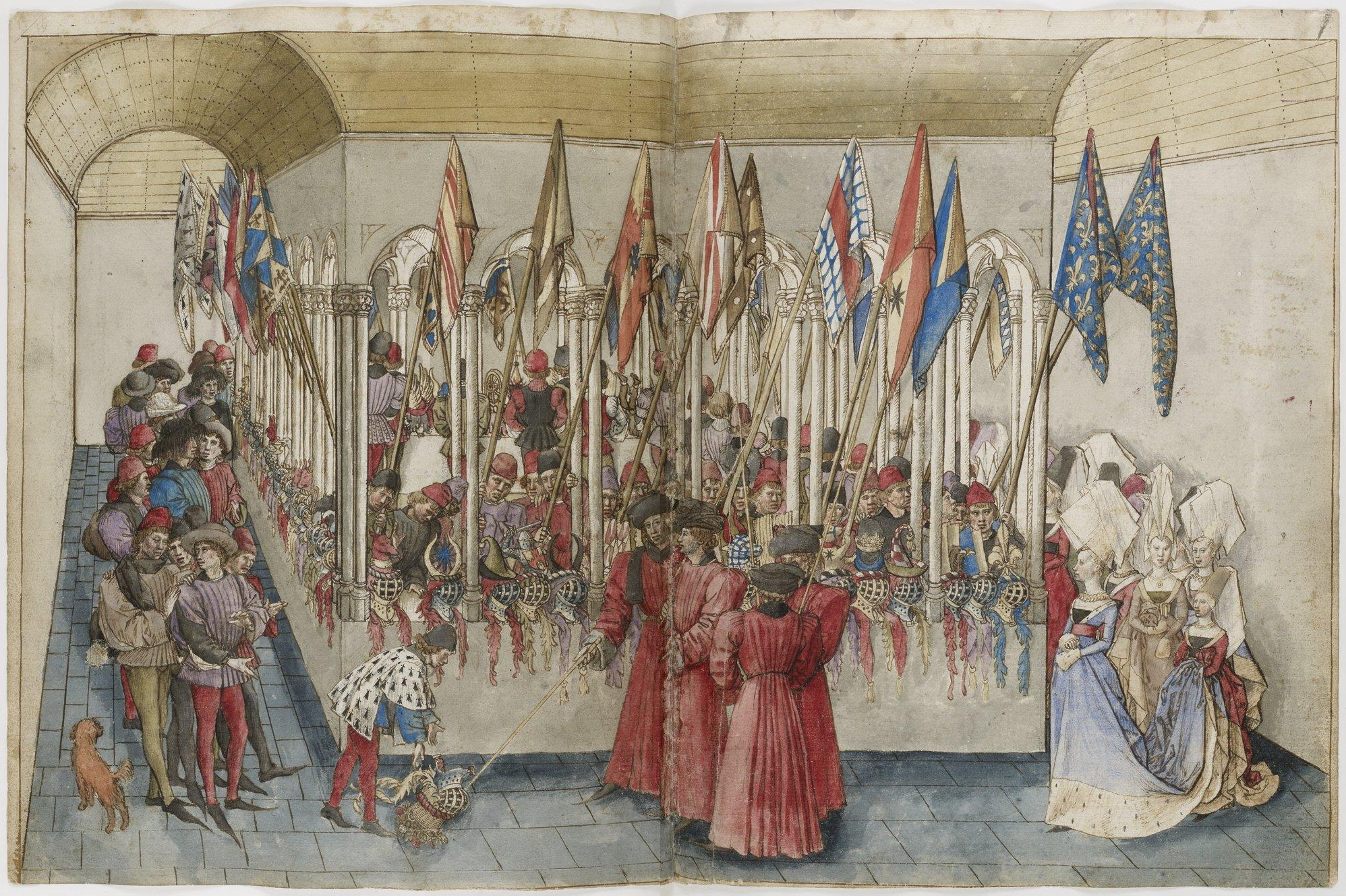
Présentation des drapeaux et des cimiers dans le Livre des tournois, f.67v-68.
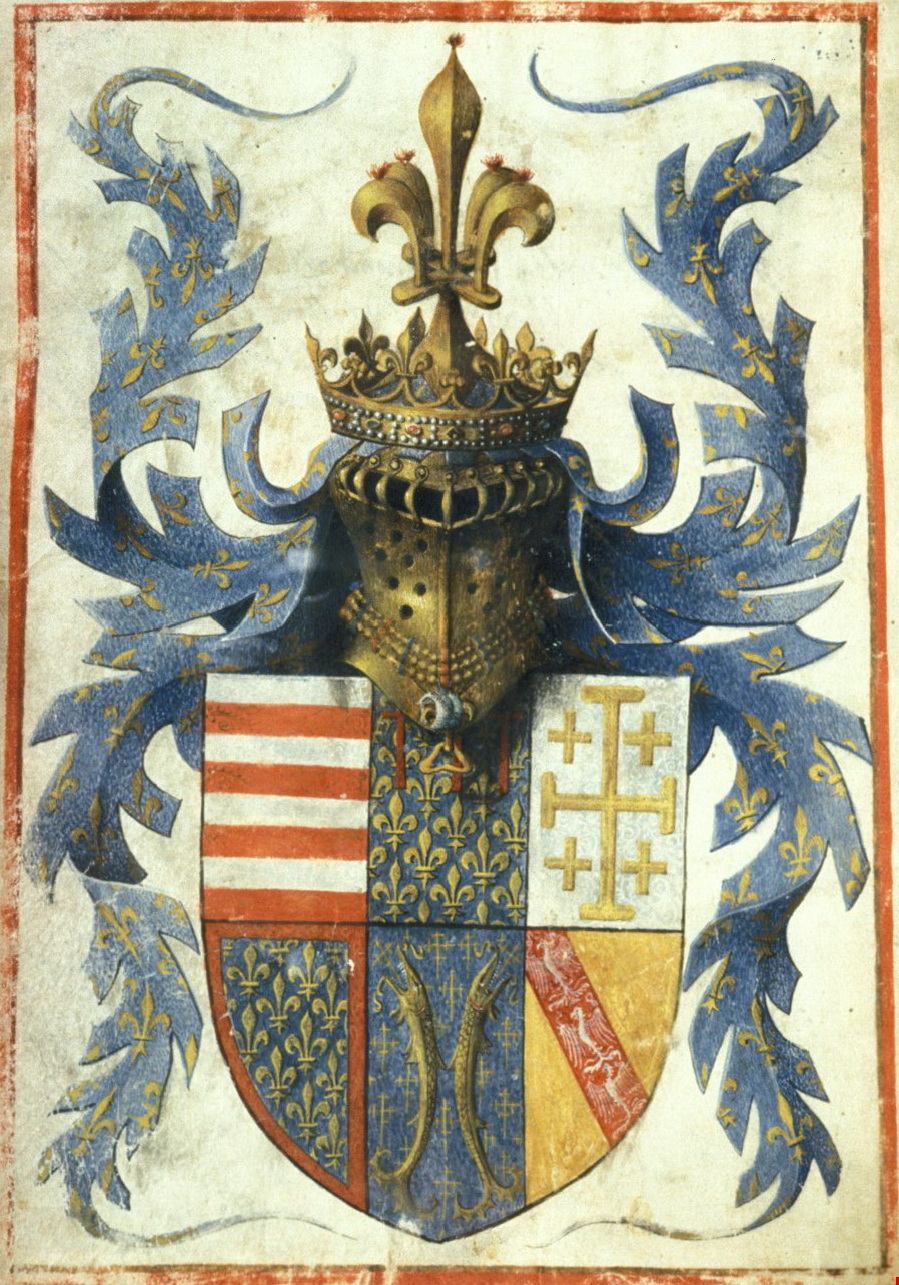
Armes de René d'Anjou ajoutées aux Heures Egerton, f.4v.
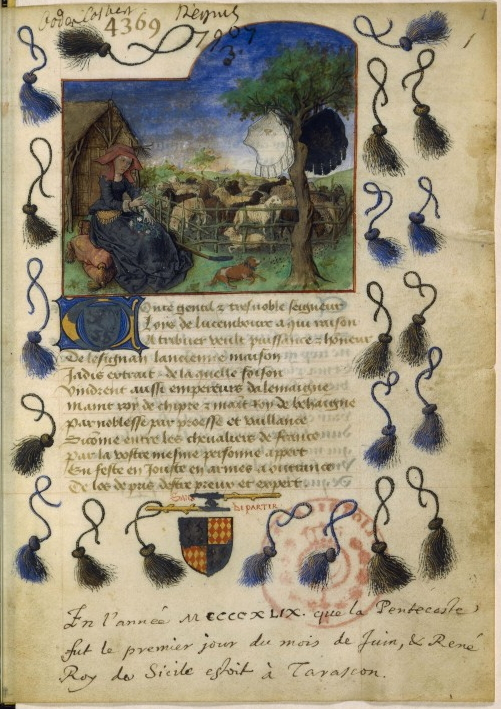
Décor de marges fait de flocs bleus et noirs, emblème de Louis de Luxembourg-Saint-Pol à qui est dédié le manuscrit du Pas de la bergère de Tarascon, BNF, Fr1974, f.1.
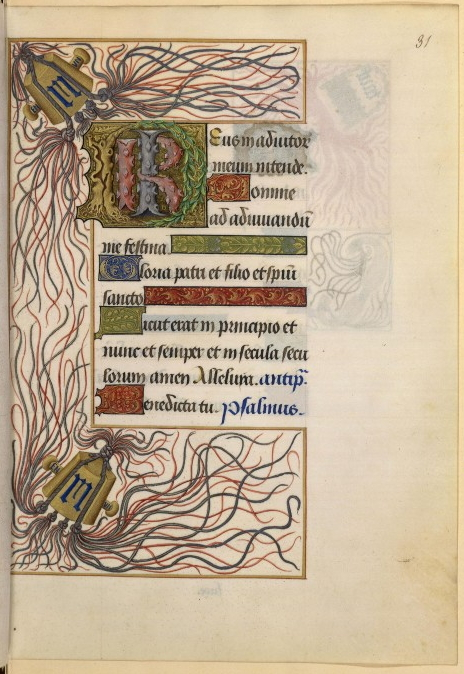
Marge des Heures de René d'Anjou, décorée d'un toupin de cordier symbolisant l'union qui fait la force. BNF, Lat17332, f.31.

## Œuvres attribuées
Chaque attribution ne se faisant que sur des éléments de style et non sur une documentation, elle peut se trouver contestée par un ou plusieurs historiens de l'art.

### Tableaux

#### La Sainte Famille devant une cheminée

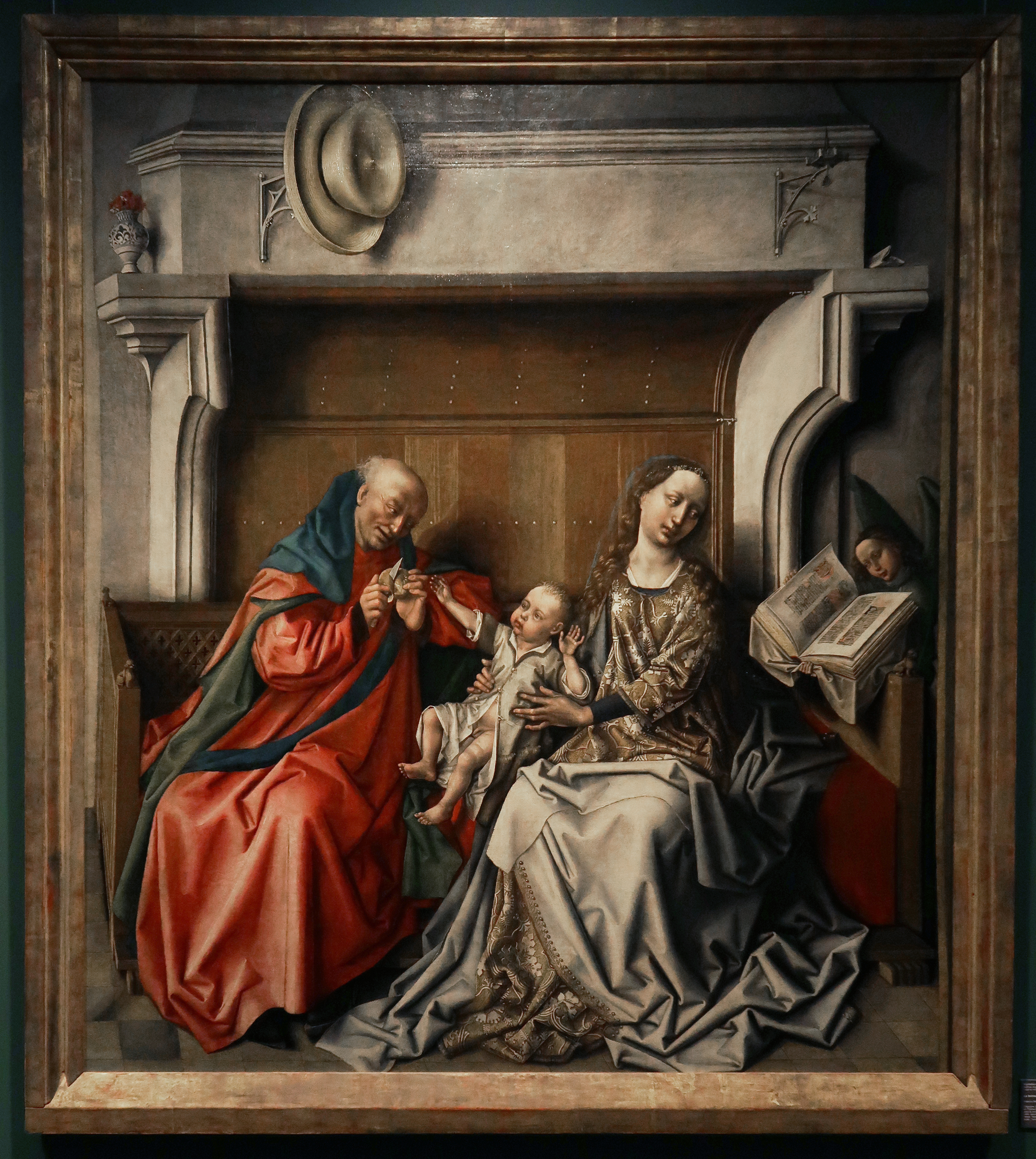
La Sainte Famille devant une cheminée

Ce tableau, daté des environs de 1435 et peint à la détrempe, est actuellement conservé au musée Crozatier du Puy-en-Velay, mais provient du couvent des Clarisses de cette même ville. Longtemps attribué à un suiveur de Robert Campin, alias le Maître de Flémalle, l'historienne de l'art Nicole Reynaud a proposé de l'attribuer à Barthélemy d'Eyck sur des critères de style. La forme des visages, mais surtout leur inclinaison sur le côté, la forme des plis empruntés à Conrad Witz font penser au peintre du roi René d'Anjou qui assista au jubilé du Puy-en-Velay en 1440,.
Pour Nicole Reynaud toujours, l'attribution de ce tableau engage à considérer un dessin d'une Vierge à l'Enfant actuellement conservé au Nationalmuseum de Stockholm comme la copie d'un tableau disparu de Barthélemy d'Eyck. S'y retrouve un regard glissant de côté de la Vierge identique à celui du tableau du Puy, le même dessin de la main, les mêmes plis rectangulaires du manteau.

#### Le Triptyque de l'Annonciation d'Aix

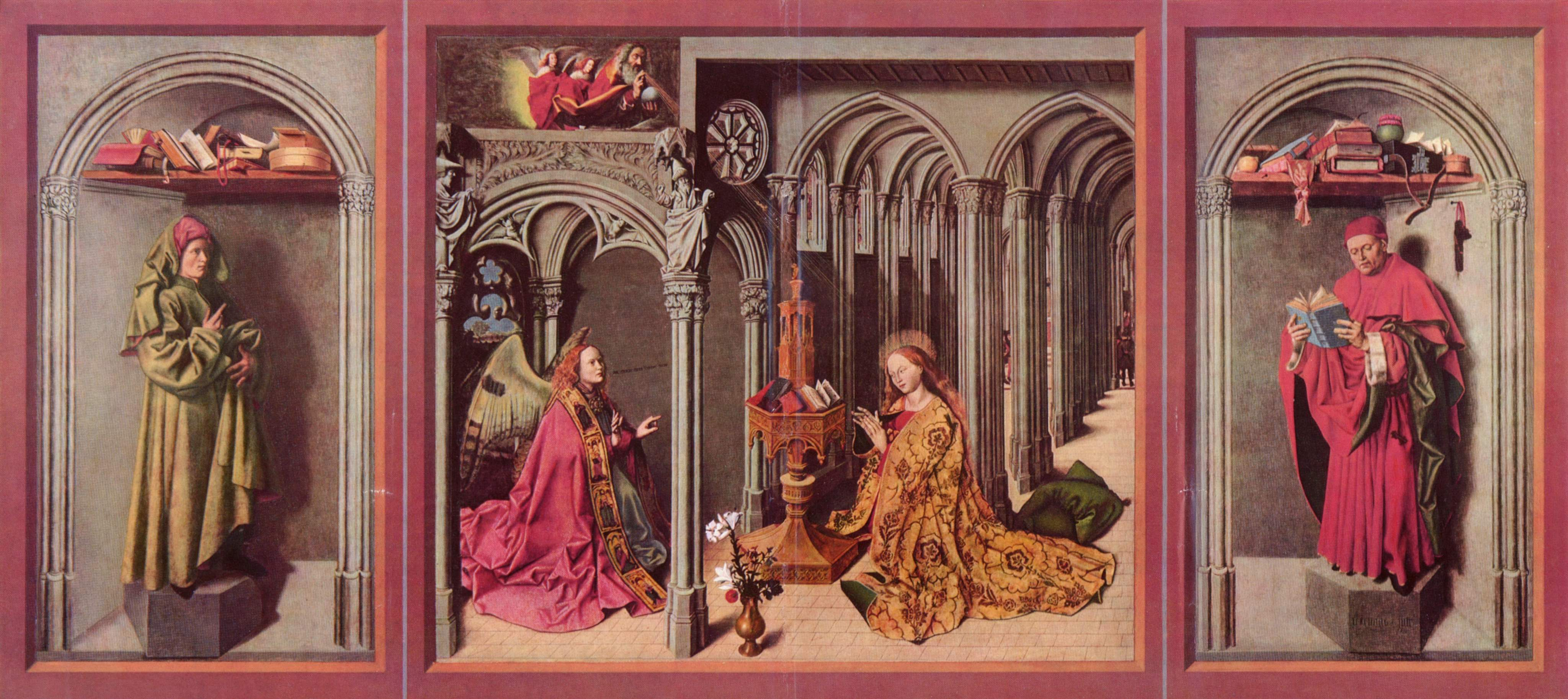
Triptyque de l'Annonciation, reconstitution de l'œuvre attribuée à Barthélemy d'Eyck, 1443-1444.

Ce retable a pour scène principale une Annonciation. Autrefois conservé en l'église de la Madeleine d'Aix-en-Provence, il est aujourd'hui démembré, les volets ayant été dispersés entre le Rijksmuseum (Amsterdam), le musée Boijmans Van Beuningen, (Rotterdam) et le musée royal d'art ancien à Bruxelles. Seule la partie centrale est toujours conservée à Aix. Les origines du retable sont bien connues grâce à un document d'archives datant du 9 décembre 1442 qui signale qu'il a été commandé par un drapier fournisseur de René d'Anjou du nom de Pierre Corpici à destination de son autel dans la cathédrale Saint-Sauveur d'Aix-en-Provence. Cependant aucun nom de peintre n'est mentionné. Après de nombreuses attributions fantaisistes au cours du XIXe siècle, le tableau est attribué en 1904 par l'historien de l'art belge Georges Hulin de Loo, à un peintre anonyme, d'inspiration très eyckienne selon lui, formé en Flandre, entré en contact avec Conrad Witz et actif en Provence. Il lui attribue le nom de convention de « Maître de l'Annonciation d'Aix ». Dès cette date, il y voit peut-être Barthélemy d'Eyck. Pendant longtemps les historiens de l'art français ont préféré y voir un peintre français formé à l'art flamand. Après une restauration, les petits personnages présents au fond de la scène ont été rapprochés des personnages de la scène d'embarquement du Livre du cœur d'Amour épris (f.51v). Depuis, la plupart des historiens de l'art s'accordent sur cette attribution à Barthélemy d'Eyck, même si, par exemple, Albert Châtelet préfère y voir la main d'un certain Arnolet de Catz, peintre d'Utrecht marié à la fille d'un peintre d'Avignon en 1430 mais décédé en 1434,.

#### Le Christ en croix

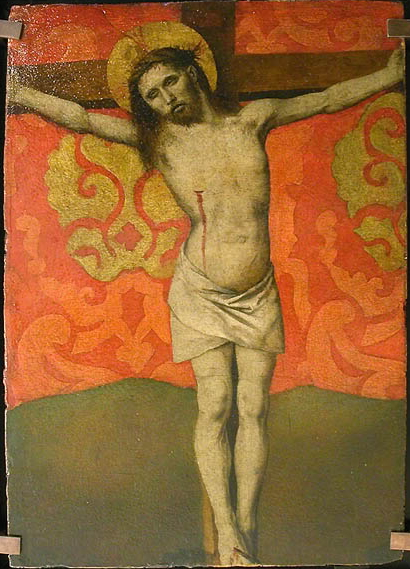
Christ en croix, RF 1993-4

Ce petit panneau est un fragment d'un panneau plus grand, daté de 1444. Il provient peut-être d'une ancienne prédelle découpée au niveau des mains et des pieds. Il a été acquis par le musée du Louvre en 1993. Le tableau contient un fond reproduisant un tissu damassé très fréquent dans la peinture provençale de l'époque. La forme trapue du visage du Christ et son regard glissant sur le côté sont caractéristiques du style de Barthélemy d'Eyck.
Il a été proposé d'attribuer une autre crucifixion à l'artiste, celle du musée Thyssen-Bornemisza (Madrid) qui est généralement attribuée à un artiste valencien anonyme.

#### Portrait d'homme de 1456
Ce portrait d'un anonyme au strabisme divergent, conservé au Liechtenstein Museum de Vienne a longtemps été attribué à Jean Fouquet. Hulin de Loo, conteste cette attribution dès 1906 et y voit plutôt un « disciple avoué, manifeste, incontestable exclusif et direct de Johannes [van Eyck] qui aurait pu se fixer en Bourgogne ou en Provence ». Il le désigne sous le nom de convention de « Maître de 1456 ». Cependant, là encore, des « traces de francisation », selon lui, le rapprochent de l'auteur du Triptyque de l'Annonciation d'Aix, notamment par la teinte des chairs et le dessin des ongles. Malgré l'hostilité de plusieurs historiens de l'art, Dominique Thiébaut, conservateur en chef au département des peintures du musée du Louvre, reprend en 1983 cette hypothèse d'un peintre provençal et avance le nom de Barthélemy d'Eyck. Depuis, cette attribution au peintre de René d'Anjou est généralement admise, parfois avec un point d'interrogation comme lors d'une exposition à Bruges en 2002.

### Enluminures et dessins

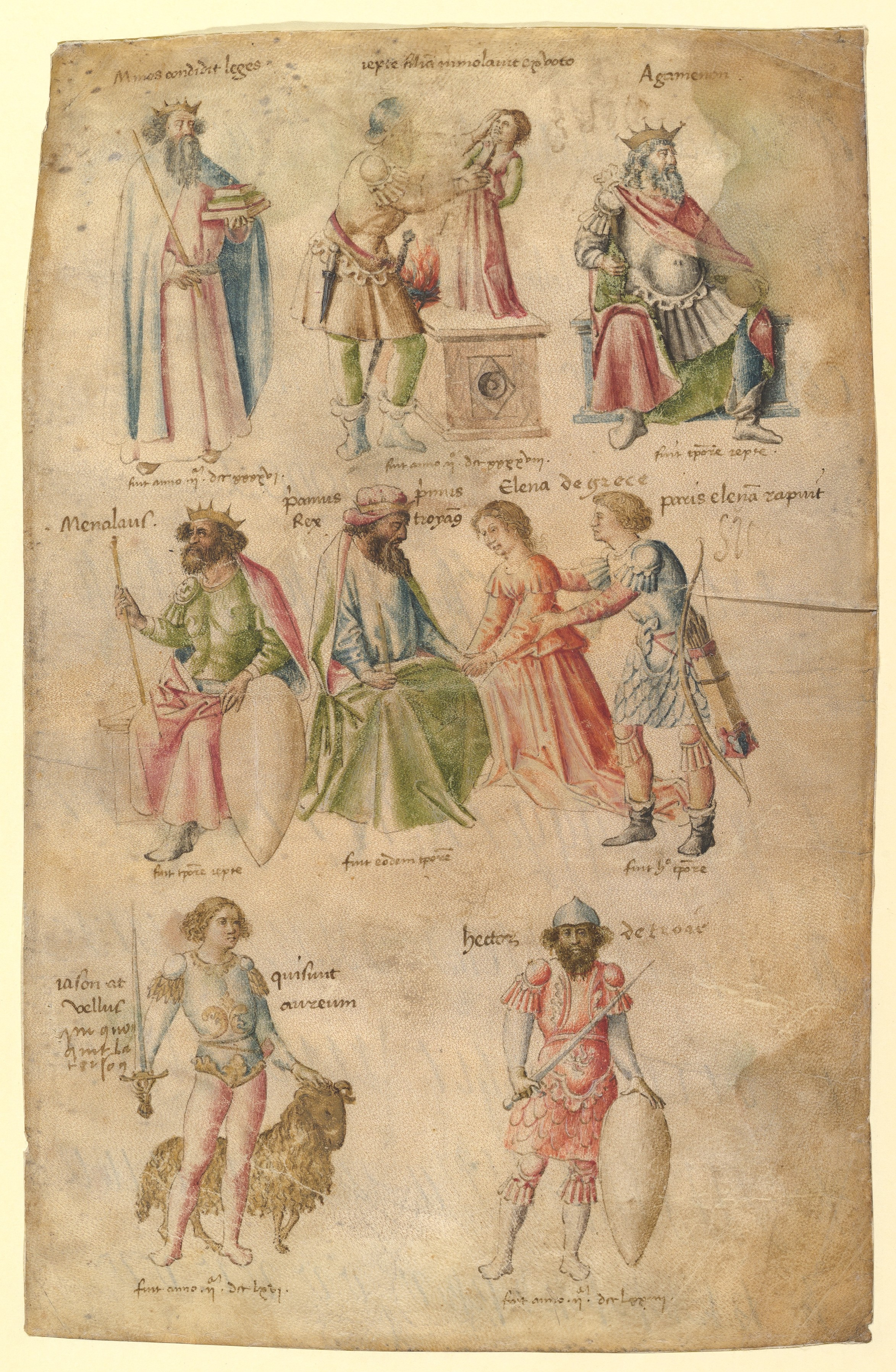
Chronique Cockerell, feuillet du Metropolitan Museum

#### La Chronique Cockerell
Neuf feuillets dessinés et peints, aujourd'hui dispersés entre le Metropolitan Museum of Art, (New York) (2 feuillets,), le Musée des beaux-arts du Canada (Ottawa), les musées nationaux de Berlin, la National Gallery of Victoria (Melbourne), le Rijksmuseum (Amsterdam) et la National Gallery of Art (Washington), sont les derniers vestiges d'un manuscrit copié de la Chronique Crespi vers 1438-1442. Il doit son nom à son ancien propriétaire, le conservateur britannique Sydney Cockerell. Ces feuillets, qui proviennent d'Italie et plus précisément de Naples où ils se trouvaient encore à la fin du XVe siècle, ont été rapprochés de la peinture française et notamment de l'entourage du roi René. Ils pourraient avoir été réalisés à l'occasion du séjour du roi René sur place entre 1438 et 1442. La présence de Pierre du Billant sur place pendant cette période est attestée par les textes. Les historiens de l'art, parmi lesquels Nicole Reynaud, en concluent que Barthélemy d'Eyck pourrait être l'auteur de cette chronique.

#### LesHeures Morgan
Ce livre d'heures à l'usage de Rome, dites Heures Morgan, est conservé à la Pierpont Morgan Library de New York (M358). Sa décoration a été réalisée dans les années 1440-1445 en collaboration avec Enguerrand Quarton, mais laissée inachevée. Sept miniatures et la plupart des 24 médaillons du calendrier au début du manuscrit sont l'œuvre de Barthélemy, tandis que trois autres sont l'œuvre du Picard. C'est François Avril qui a décelé dans ce calendrier une inspiration eyckienne et les jeux d'ombres caractéristiques du « Maître du roi René ». La révélation de l'acte notarié mettant en scène les deux hommes à la même époque a confirmé cette attribution à Barthélemy d'Eyck,.

#### LesHeures Egerton
Ce livre d'heures (ms.1070, British Library, Londres) a été enluminé à Paris dans les années 1410. Plusieurs textes sont ajoutés après son acquisition par le roi René dans les années 1440, ainsi que cinq miniatures. Les Armoiries du roi (f.4v), une Vue du Saint-Sépulcre de Jérusalem (f.5), l'image du Roi mort (f.53), la Sainte hostie de Dijon (f.110) et enfin Les Trois Vaillants portant l'eau de Bethléem au roi David (f.139) sont attribuées par la plupart des historiens à Barthélemy d'Eyck. Ces miniatures présentent en effet une influence très eyckienne tout en possédant un caractère très français. Cette attribution est cependant contestée par Katherine Reynolds ou par Nicole Robin qui préfère y voir la main de Pierre du Billant.

#### Quelques ajouts auxTrès Riches Heures du duc de Berry

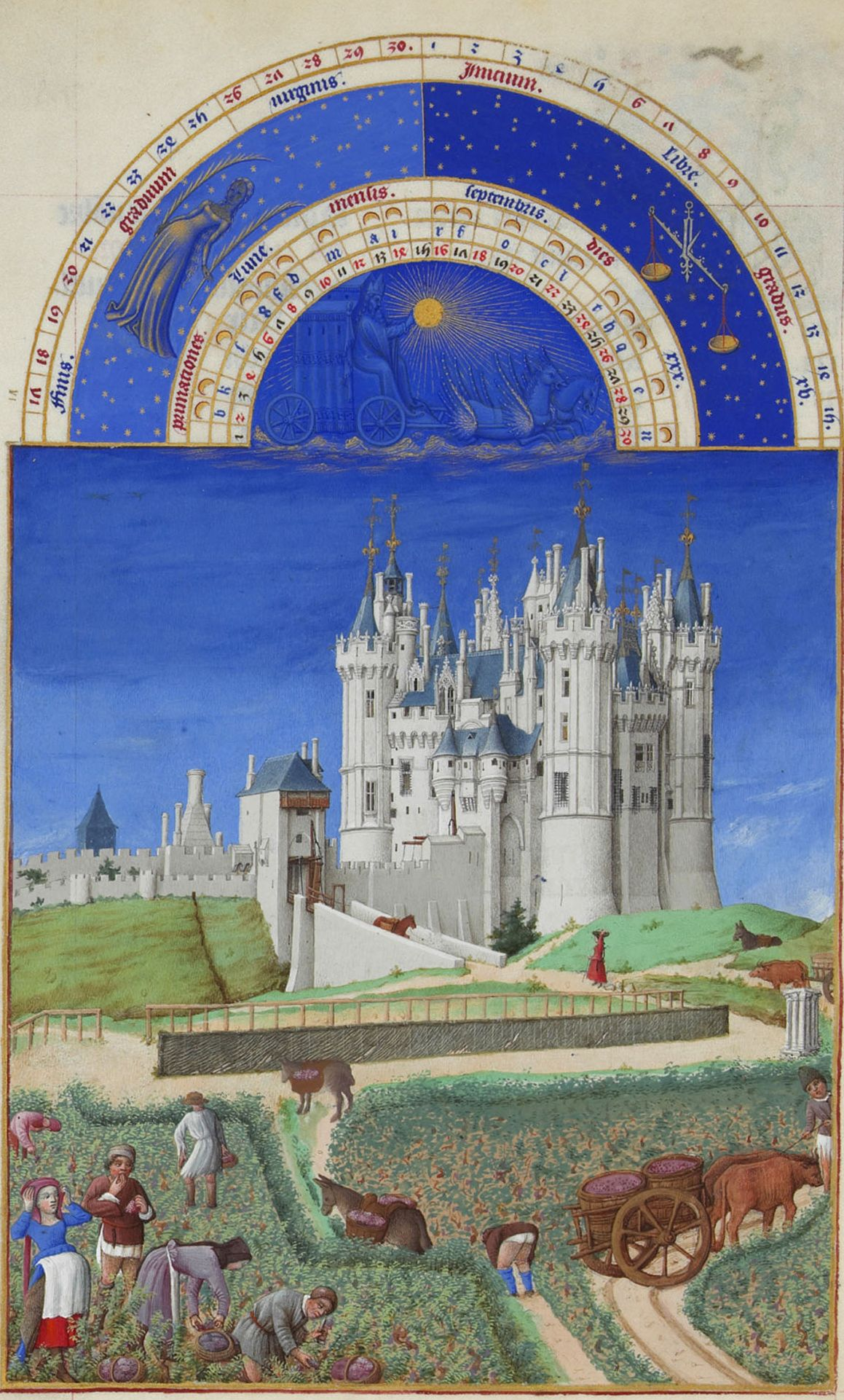
Miniatures du mois de Septembre des Très Riches Heures du duc de Berry, f.9v.

Plusieurs historiens de l'art s'accordent pour voir la main de Barthélemy d'Eyck dans l'un des plus célèbres manuscrits enluminés, actuellement conservé au musée Condé de Chantilly (Ms.65). D'après l'Italien Luciano Bellosi, le manuscrit des frères Limbourg, décédés en 1416, est complété par un peintre qui serait intervenu dans les années 1440. Les miniatures de certains mois — mars, juin, septembre, octobre et décembre — sont réalisées ou achevées à cette époque : certains costumes y sont caractéristiques de la mode de la deuxième moitié du XVe siècle. L'usage des ombres derrière les personnages est aussi sa marque de fabrique, à tel point qu'il a été surnommé le Maître des Ombres. Même si cette datation par la mode a été discutée, plusieurs innovations graphiques présentes dans ces miniatures — comme le plus grand réalisme des paysans ou de la nature — peuvent ainsi s'expliquer par une datation du milieu du XVe siècle. D'autres ajouts de style eyckien sont décelables dans certains personnages de l'illustration des Litanies de saint Grégoire (f.71v-72). Cette existence d'un peintre intermédiaire un peu avant le milieu du siècle fait désormais l'objet d'un quasi-consensus parmi les historiens de l'art. Selon Bellosi, ce peintre, qui possède des caractères eyckiens et vivait sans doute dans l'entourage royal ou dans celui de René d'Anjou, beau-frère de Charles VII, pourrait être Barthélemy d'Eyck. Pour Nicole Reynaud, la représentation des chiens de Décembre, avec la bave aux lèvres, vaut une quasi-signature de l'artiste.
Cette attribution à Barthélemy d'Eyck a été contestée par plusieurs spécialistes. C'est le cas par exemple de l'historienne de l'art britannique Catherine Reynolds, pour qui le style des ajouts de ce peintre intermédiaire ne correspond pas à celui de Barthélemy d'Eyck. D'autre part, des emprunts à ces parties des Très Riches Heures se retrouvent très tôt dans certaines miniatures de manuscrits dans deux livres d'heures attribués au maître de Dunois : une scène de semailles d'octobre dans un manuscrit conservé à Oxford et une Présentation au temple dans les Heures de Dunois. Or, c'est entre 1436 et 1440 que ces manuscrits sont produits. Dès lors, les ajouts du peintre intermédiaire doivent être datés au plus tard à la fin des années 1430. Cependant, à cette époque, Barthélemy d'Eyck, actif uniquement à partir de 1444, ne peut avoir eu entre les mains les cahiers inachevés du duc de Berry selon Reynolds.
Pour l'historienne de l'art Inès Villela-Petit, ce problème de datation pourrait s'expliquer par le fait que les dessins du calendrier avaient déjà été en grande partie tracés par les frères de Limbourg, à défaut d'en avoir achevé la peinture. Ainsi, le maître de Dunois aurait consulté ces dessins pour réaliser ses propres miniatures dans les années 1436-1440, et non les ajouts à ces dessins effectués par Barthélemy d'Eyck après 1440. Cette hypothèse permet d'expliquer l'intervention du peintre du roi René à telle période. Plus précisément, le peintre pourrait être intervenu à la demande de Charles VII, propriétaire de l'ouvrage, alors que le roi séjournait à Saumur en 1446 chez son cousin René d'Anjou.

#### Pas d'arme de la bergère de Tarascon
Ce texte, rédigé en vers par un proche du roi René, Louis de Beauvau, rend compte d'un tournoi organisé en 1449, mettant en scène des chevaliers et dames déguisés en bergères et bergers. Le seul manuscrit de ce récit (Bibliothèque nationale de France, Fr1974) contient une miniature en frontispice représentant une bergère tressant des lauriers pour le futur vainqueur. Cette scène présente des similitudes avec l'Émilie au jardin représentée dans la Théséide de Vienne, particulièrement dans le rendu des mains. L'illustration suit d'autre part le texte par de nombreux détails iconographiques. Tous ces éléments plaident selon François Avril pour une attribution à Barthélemy.

#### Le Mortifiement de vaine plaisance
Il existe une douzaine de manuscrits de ce traité de morale religieuse écrit aussi par René d'Anjou en 1455. L'exemplaire sans doute original et personnel de René d'Anjou a aujourd'hui disparu, mais cinq miniatures sont conservées par la bibliothèque municipale de Metz. Ces miniatures sont attribuées à l'enlumineur de Bourges Jean Colombe, mais Barthélemy d'Eyck pourrait y avoir contribué. Selon François Avril, le peintre du roi René les aurait entamées et laissées dans un état très avancé. Plusieurs détails de ces peintures rappellent d'autres œuvres du peintre : la chaumière, la lourde maçonnerie du château, la rivière et ses rives rocheuses se retrouvent dans différentes miniatures du Livre du cœur d'Amour épris. Plusieurs détails architecturaux et notamment les murs en brique se retrouvent dans le manuscrit de la Théséide. Jean Colombe ou son atelier aurait achevé ces miniatures par leur mise en couleur dans les années 1470, soit après la mort de Barthélemy.

#### Le Livre du cœur d'amour épris

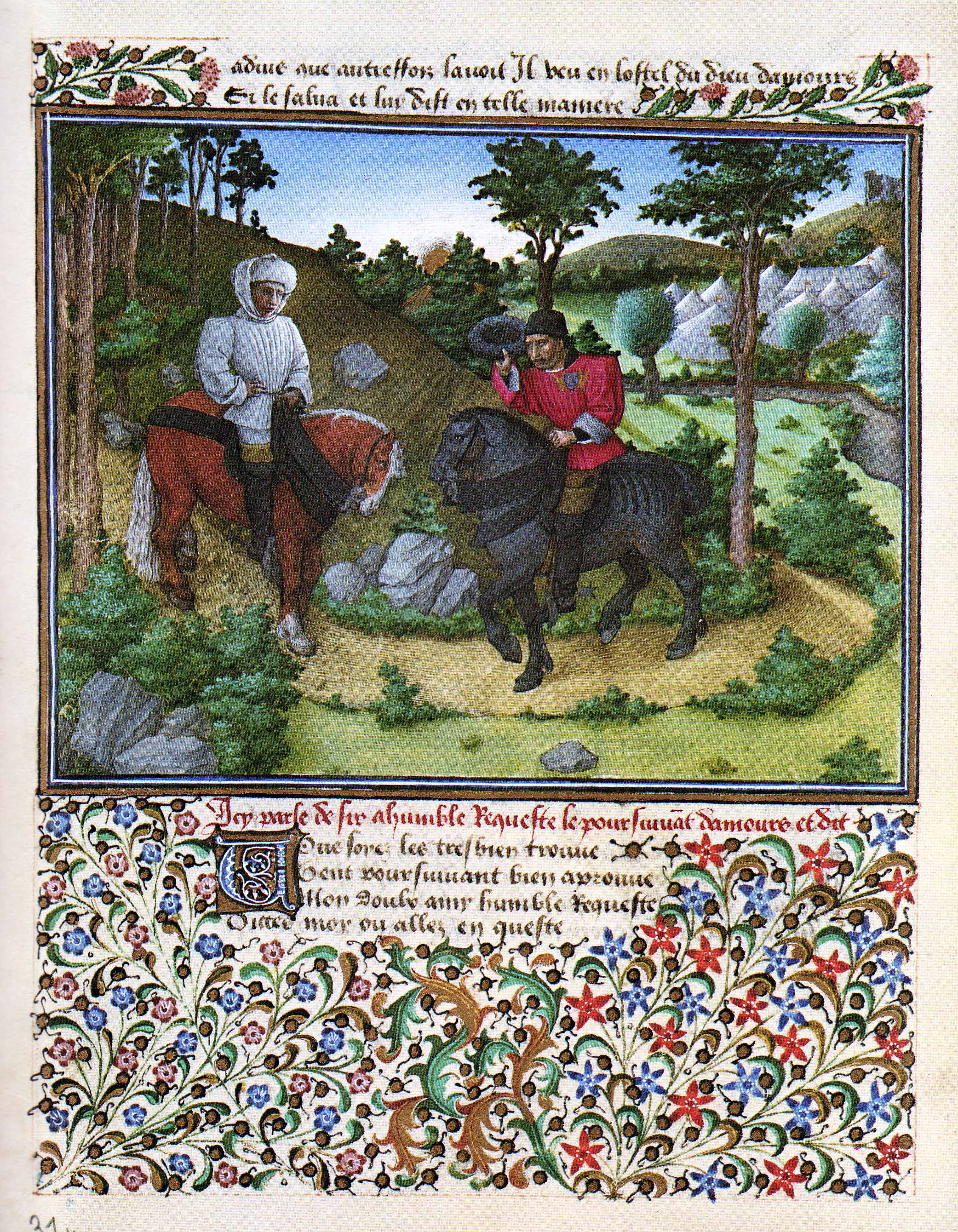
Désir rencontre le messager d’Amour, Livre du Cœur d'Amour épris, f.31

Cette œuvre est une épopée chevaleresque nourrie de littérature courtoise écrite en vers et en prose par le roi René en personne en 1457. Le manuscrit conservé à Vienne (Vindobonensis 2597) a été écrit vers 1458-1460. Ses enluminures sont entamées sans doute par Barthélemy d'Eyck vers 1465. Elles sont interrompues par la mort de l'artiste : 16 miniatures sont peintes sur les 44 prévues, sur les 50 premiers feuillets. Ces miniatures, très proches du texte, résument le plus souvent en une image plusieurs épisodes évoqués dans la même page. Formant chacune de petits tableaux, elles utilisent très fréquemment les clairs-obscurs et les jeux d'ombres, comme dans ses ajouts aux Très Riches Heures.

#### Heures de René d'Anjou(Latin 17332)
Ce livre d'heures, datant des années 1459-1460, est sans doute le dernier en possession du roi (BNF, Latin 17332). Il est probablement exécuté sous son contrôle direct. Une seule miniature a été réalisée : celle représentant la Vierge telle que dans un tableau votif, en buste, la tête inclinée, la tête couverte d'un voile bleu. Cette image reprend sans doute un tableau ayant appartenu à René d'Anjou mais aujourd'hui disparu. Le manuscrit contient également des décorations de marge présentant des symboles rappelant le roi René et son histoire à la fin de sa vie mais restant en grande partie obscure. Cette proximité avec le duc d'Anjou ainsi que cette maîtrise des emblèmes du duc plaident là encore pour une attribution à son peintre le plus proche, Barthélemy d'Eyck, même si celui-ci n'a fait peut-être que superviser la réalisation des décors de marges.

#### LeLivre des tournois

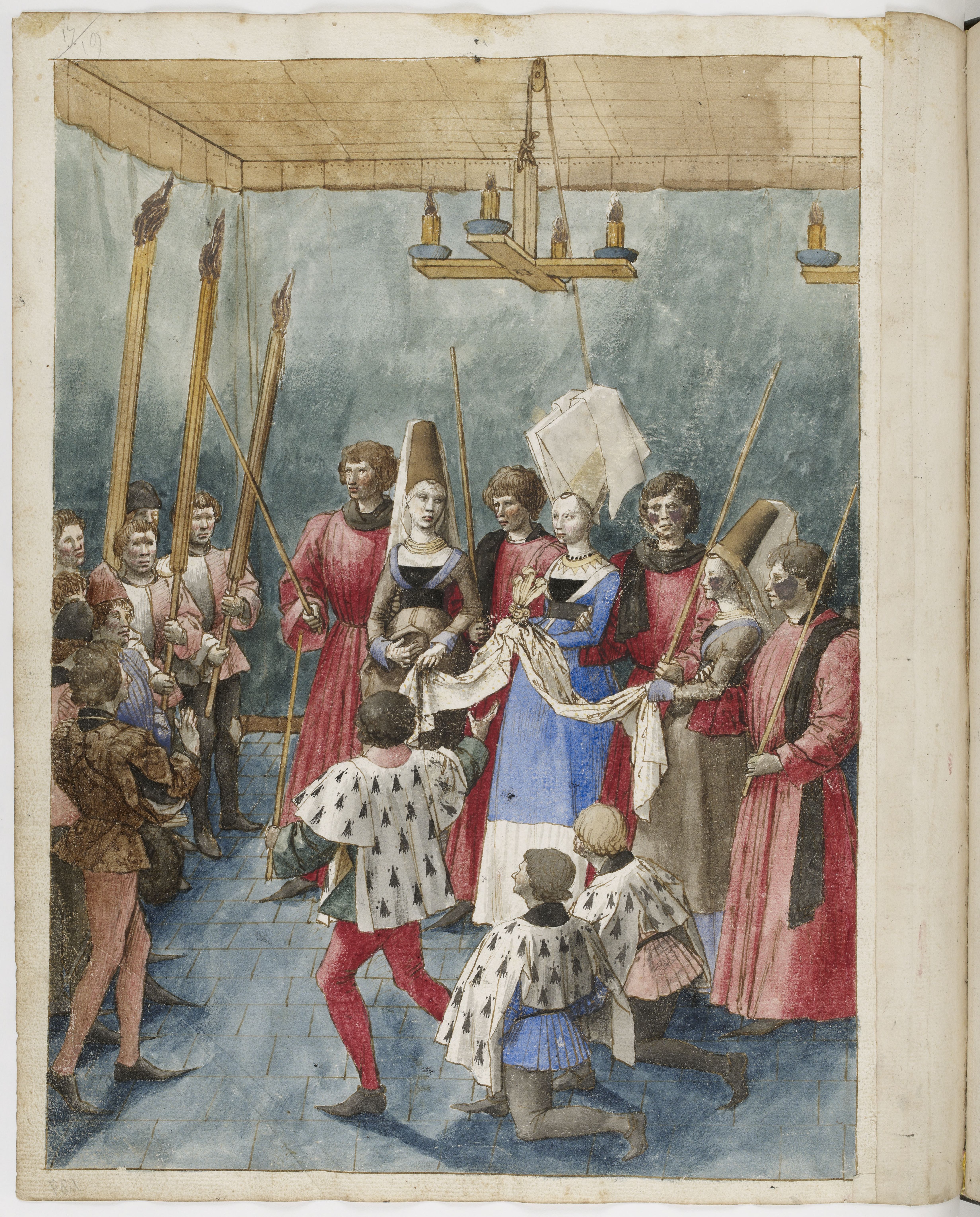
La remise du prix, Livre des tournois, f.103v

Le Traité de la forme et devis comme on fait un tournoi est un texte écrit par René d'Anjou lui-même décrivant un nouveau modèle de déroulement de tournoi de chevalerie, prenant l'exemple d'un affrontement fictif entre l'entourage du duc de Bretagne et celui du duc de Bourbon. Les illustrations occupent 36 pleines pages soit un tiers de ce manuscrit conservé à la Bibliothèque nationale de France (Fr2695). Il s'agit non pas d'enluminures traditionnelles mais de dessins à l'encre rehaussés de lavis. Ces illustrations traduisent une étroite connivence entre le roi écrivain et son peintre : les miniatures fourmillent de dizaines de détails présents dans le texte dont il est sans doute le manuscrit original. La façon d'afficher les armoiries, les formes des cimiers typiques des régions entre Rhin et Meuse, ainsi que l'usage du clair-obscur rappellent l'art de Barthélemy d'Eyck. Le manuscrit est daté des années 1460, d'après son filigrane et les symboles héraldiques utilisés,.

#### La Théséidede Vienne
Ce manuscrit, actuellement conservé à la Bibliothèque nationale autrichienne (Vindobonensis 2617) est la seule version illustrée d'une traduction française de la célèbre œuvre de Boccace. Il a été rédigé dans les années 1460 pour recevoir de grandes miniatures occupant plus de la moitié des pages. Seize ont été peintes au total. Barthélemy d'Eyck a sans doute réalisé la première campagne d'enluminure, qui couvre la première partie du livre dans les années 1460 à Aix-en-Provence. Outre une initiale historiée représentant Boccace dans son atelier (f.3), il s'agit de miniatures représentant une scène de dédicace (f.14v), La Victoire de Thésée contre les Amazones (f.18v-19), Le Triomphe de Thésée à Athènes (f.39), Émilie au jardin (f.53), La Libération d'Arcita (f.64), Émilie témoin du duel d'Arcita et Palamon (f.76v-77) La Prière d'Arcita, Émilie et Palamon (f.102). Les autres sont de la main d'un autre peintre favori du roi René, le Maître du Boccace de Genève, qui s'y attelle à Angers dans les années 1470. Il a aussi achevé certaines des miniatures de Barthélemy, comme les visages de la double page 76v-77. Le style de Barthélemy se retrouve dans les personnages de grande taille et des paysages à l'horizon bas et peu détaillés. Il a transposé une histoire antique dans le décor de son temps : les accessoires, les costumes, l'architecture et les bateaux datent des années 1460.

#### Portrait de Louis II d'Anjou

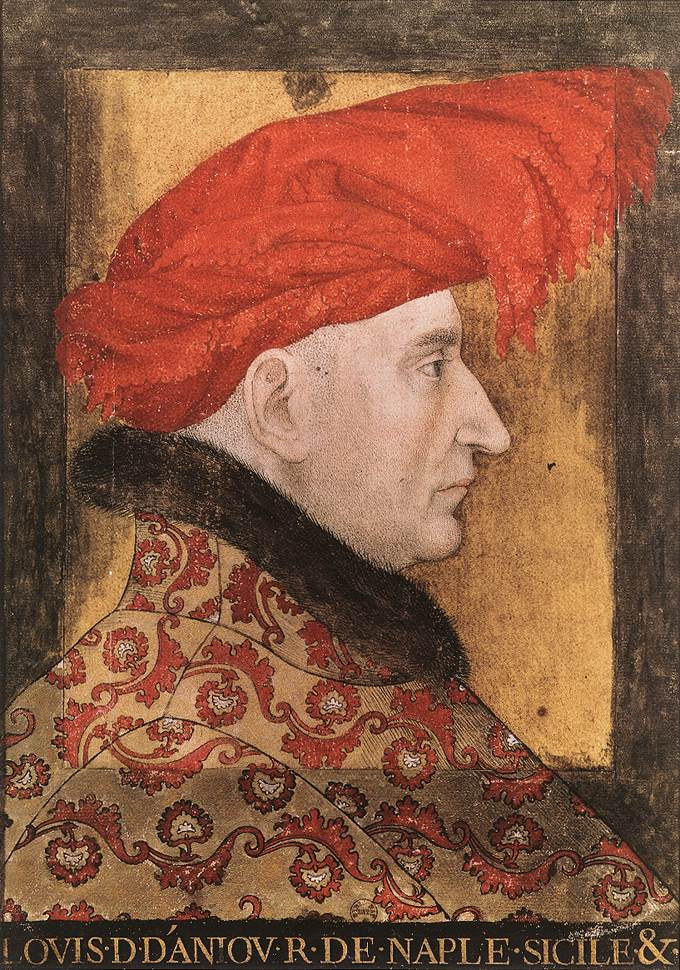
Portrait de Louis II d'Anjou

Ce dessin à la plume et aquarelle sur papier conservé au cabinet des estampes de la Bibliothèque nationale de France représente Louis II d'Anjou (1377-1417), père de René. Il s'agit probablement de la copie d'une peinture plus ancienne contemporaine du modèle : en effet, le filigrane du papier utilisé, diffusé en Provence, indique une date entre 1456 et 1465, soit bien après sa mort. En outre, la finesse des traits du visage et du chaperon indique une influence de Van Eyck. Il a sans doute été agrandi au XVIIIe siècle comme le montrent clairement les marges. Selon François Avril, seul Barthélemy d'Eyck serait capable d'atteindre un tel niveau dans ce portrait considéré comme l'un des plus beaux portraits du XVe siècle. Il parvient à la fois à réaliser un fac-similé d'une œuvre plus ancienne, comme il l'a déjà fait dans la miniature de la Vierge du livre d'heures de René d'Anjou ou dans la Chronique Cockerell, tout en y insérant certaines des caractéristiques de son style, telle la représentation des matières et de la peau.

### Décors de diplômes
Deux décorations de diplômes ont été attribués à Barthélemy d'Eyck : il s'agit d'un passeport donné en 1445 par René d'Anjou à certain noble Germain, non identifié, pour un voyage en terre sainte (BNF, NAF 15544, pièce 47) : la lettrines initiale reprend des décors et un blason similaires à  ceux présents dans les Heures Egerton. L'autre document est une lettre d'anoblissement de Mathieu de Metz toujours par René d'Anjou à Angers, en tant que duc de Bar, en date du 20 août 1462 (Archives départementales de Meurthe-et-Moselle, 1J221). La charte contient les armes du nouveau noble, blasonnées ainsi : « De sable au monde d'or ; pour cimier une tête de reine mauresque, couronnée d'or ». Le personnage en cimier reprend des traits communs à plusieurs personnages des miniatures attribuées à Barthélemy d'Eyck. Cette charte aurait été réalisée juste avant la décoration du Livre des tournois.

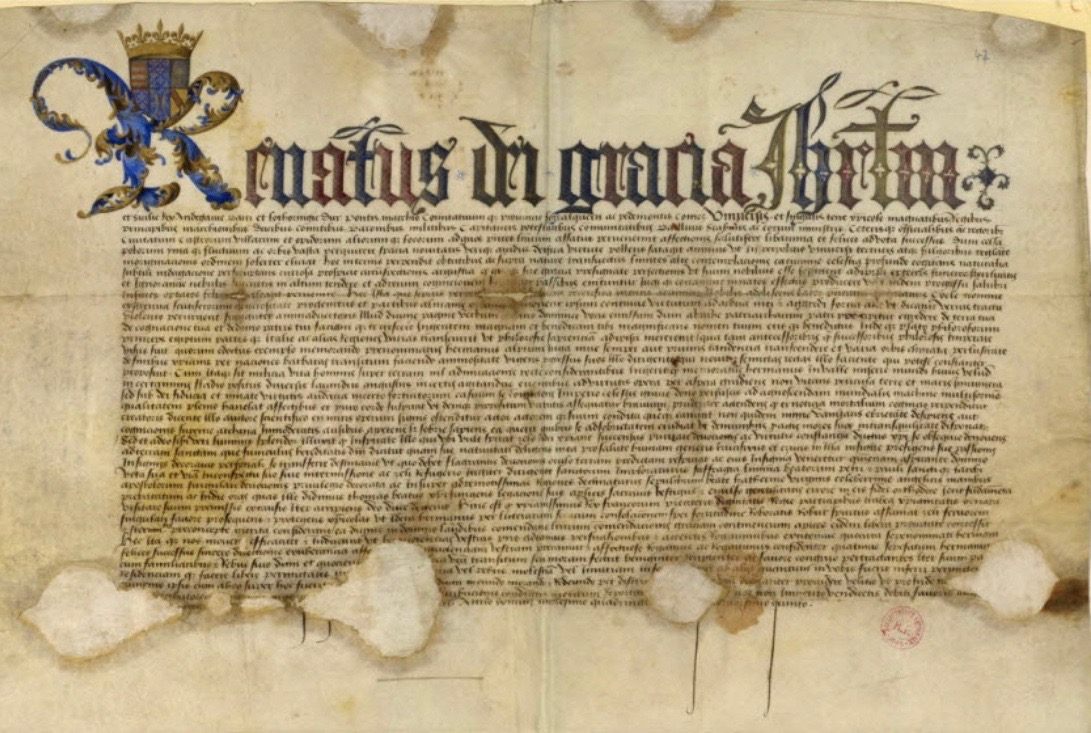
Passeport donné à noble Germain pour voyage en terre sainte, BNF.
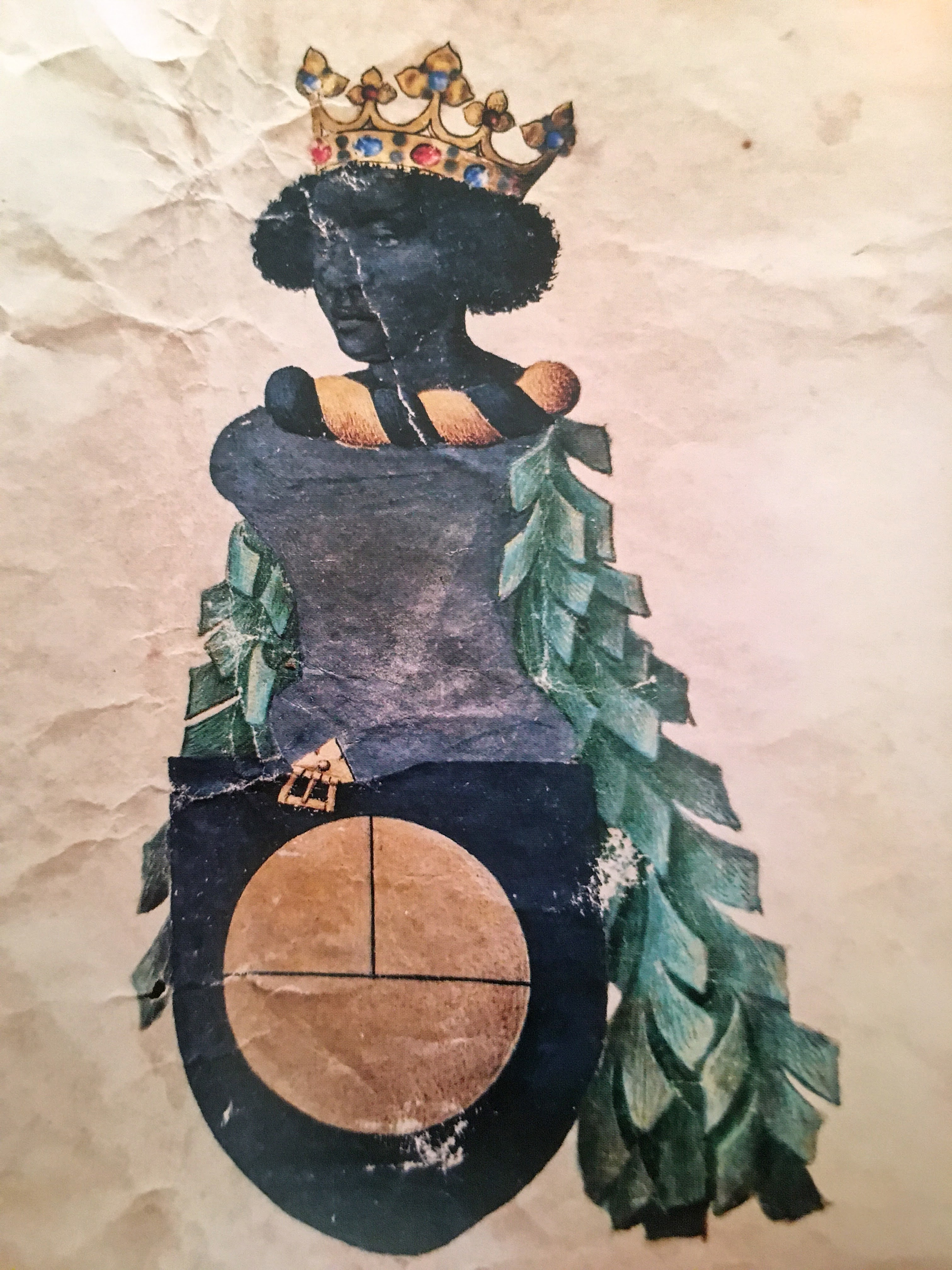
Armoiries de Mathieu de Metz dans une lettre d'anoblissement, AD54.

### Un peintre de cartons et de modèles?
Il serait aussi l'auteur de cartons préparatoires (disparus) à la réalisation de panneaux de broderies représentant des scènes de la vie de saint Martin, sans doute brodées par son beau-père, Pierre du Billant. Ils pourraient avoir été réalisés à l'occasion du mariage par procuration de la fille de René d'Anjou, Marguerite, avec Henri VI d'Angleterre en 1444 en l'abbaye Saint-Martin de Tours. Ces noces furent, pour le père de la mariée, l'occasion de nombreuses dépenses somptuaires. Quatre sont parvenues jusqu'à aujourd'hui : l'une au musée national du Moyen Âge, deux au musée des Tissus et des Arts décoratifs de Lyon et une dernière dans une collection privée. Toujours selon Nicole Reynaud, il pourrait avoir réalisé des modèles pour des peintures murales, représentant des scènes de joutes et décorant autrefois la grande salle du château de Saumur.

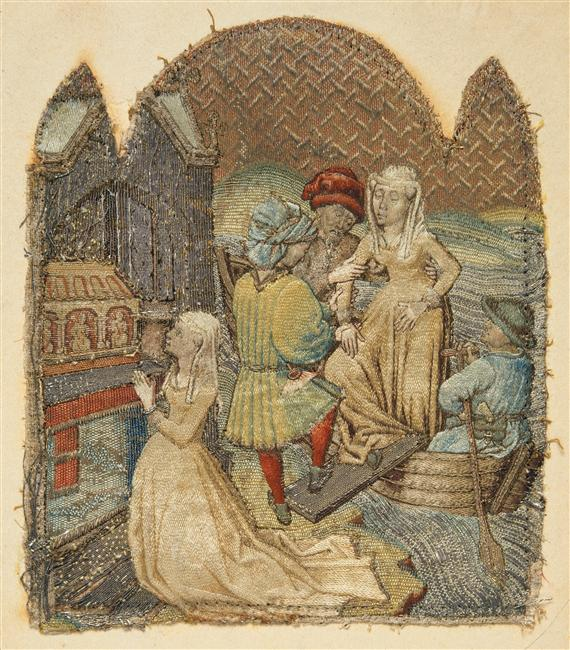
La guérison de la femme aveugle. Broderie des miracles de saint Martin, musée de Cluny.
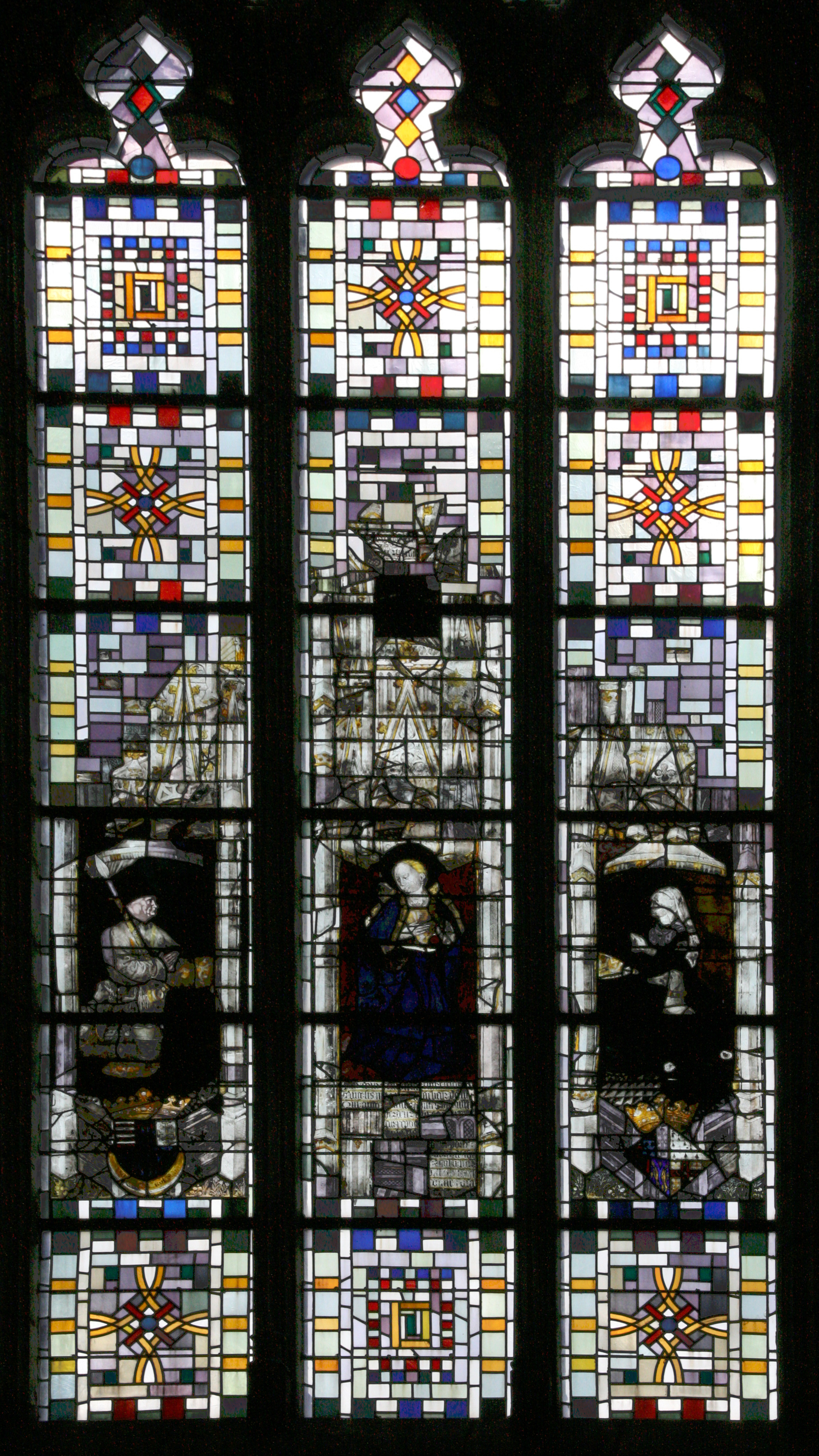
Vitrail représentant René d'Anjou, la Vierge et Jeanne de Laval, chapelle du château d'Angers.
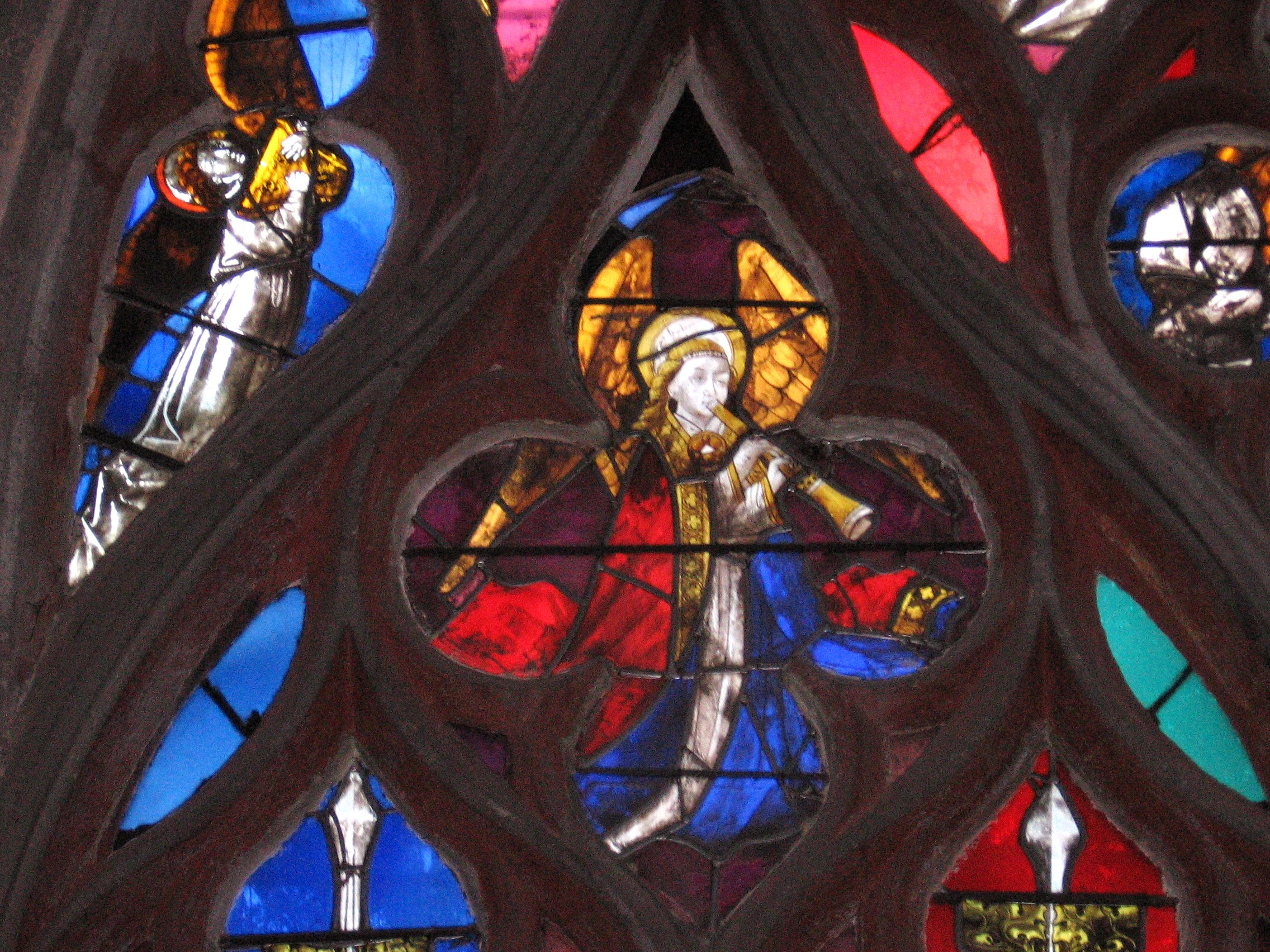
Détail d'un vitrail de la Sainte-Chapelle de Riom.
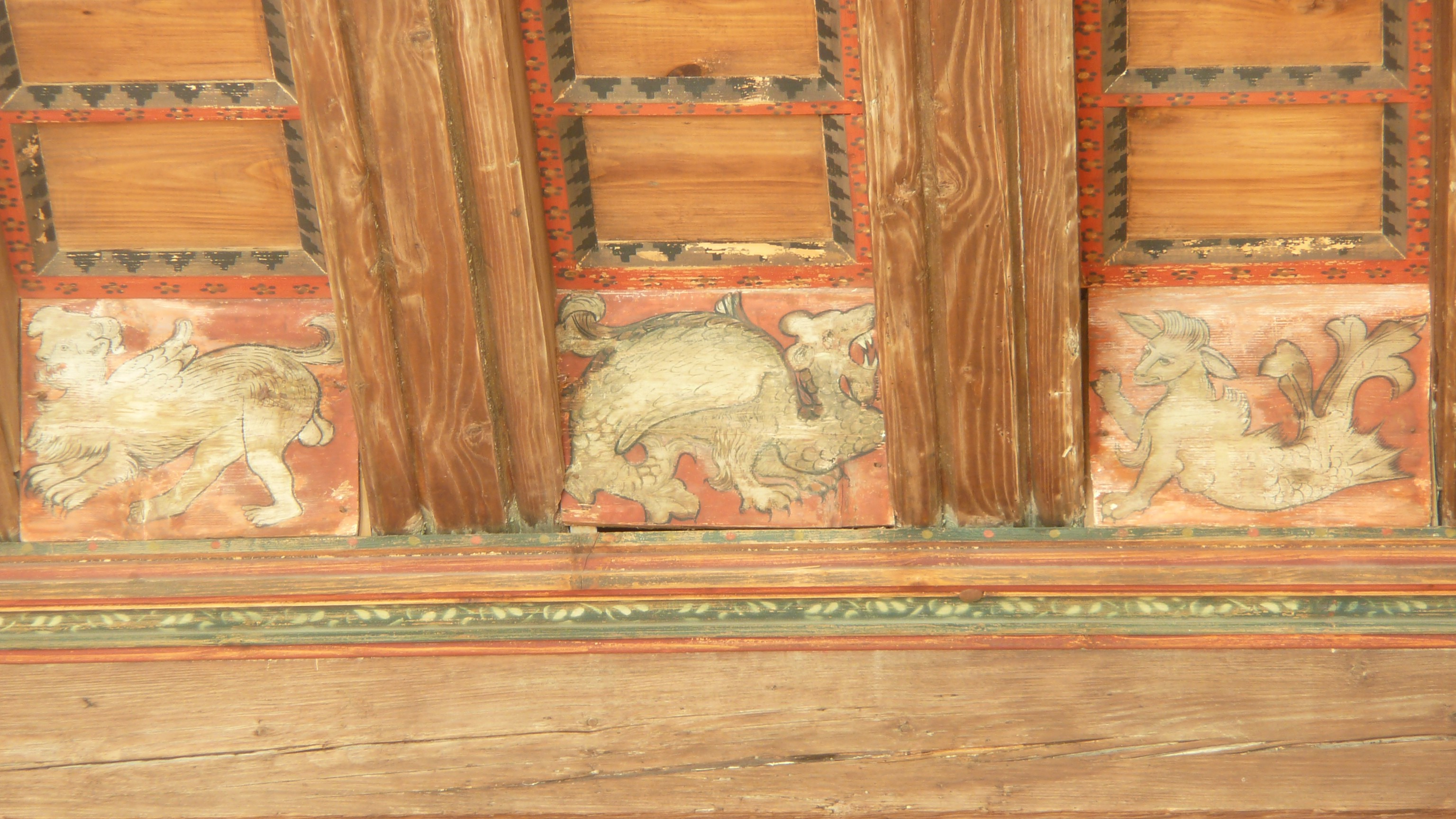
Détail des peintures d'un plafond du château de Tarascon.

D'autres œuvres ont été rapprochées de Barthélemy : l'historienne de l'art suisse Brigitte Kurmann-Schwarz voit sa main dans les cartons des vitraux de la Sainte-Chapelle de Riom. Christian de Mérindol la voit encore dans les plafonds peints du château de Tarascon : une mention dans les comptes du duc en 1447 confirmerait cette attribution. Cependant, ces dernières attributions ne rencontrent pas l'adhésion des spécialistes du peintre. Cela n'empêche pas François Avril de voir dans les « pourtraistures de feu Berthelemy » justement des modèles pour d'autres techniques que la peinture. Selon lui, son dessin serait à l'origine du vitrail provenant de l'abbaye de Louroux et actuellement conservé dans la chapelle du château d'Angers.

## Postérité et influence
Barthélemy d'Eyck laisse peu de traces dans les écrits de ses contemporains mais aussi après sa mort. Un rare témoignage de Jean Pèlerin Viator datant de 1521 l'évoque peut-être dans une citation où il l'associe à d'autres peintres : « O bons amis trespassez et vivens [...] Berthelemy fouquet/poyer/copin ». Cependant la ponctuation défaillante a fait dire à certains qu'il ne s'agissait pas de Barthélemy d'Eyck mais d'un certain Barthélemy Fouquet inconnu,. D'autres historiens d'art ont tenté de déceler les traces du style attribué à Barthélemy d'Eyck chez d'autres peintres postérieurs.

### En Provence et dans le Val de Loire

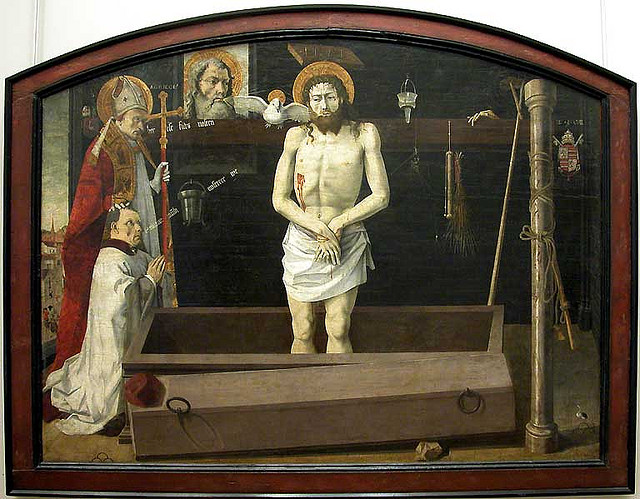
Retable de Boulbon, anonyme, vers 1450, musée du Louvre

Pour Charles Sterling, le Maître d'Aix a marqué d'autres artistes en Provence, particulièrement dans le domaine de la peinture de retable. Est cité en exemple notamment le Retable de Boulbon, actuellement conservé au musée du Louvre, même si le mauvais état de ce panneau permet difficilement de juger de son style. Il aurait aussi pu avoir influencé certains maîtres verriers de la région. Enfin, François Avril a réuni un petit corpus de manuscrits provençaux dans lequel il distingue une influence directe du Maître du roi René et qu'il attribue à Pierre Villate — également collaborateur d'Enguerrand Quarton pour La Vierge de miséricorde de la famille Cadard du musée Condé.
En Anjou, Barthélemy a évidemment influencé les autres peintres ayant travaillé pour le roi René : cette influence est relativement évidente chez celui désigné sous le nom de convention de Maître du Boccace de Genève, qui a achevé la Théséide de Vienne, entamée par Barthélemy. Le Maître du Boccace lui emprunte des motifs et notamment des têtes, des gestes et des rendus de tissus. Il a sans doute rencontré Barthélemy selon Eberhard König, soit dans les années 1460, soit dès les années 1450. Georges Trubert, qui succède à Barthélemy à la charge de peintre de René d'Anjou, reprend à son prédecesseurs la représentation d'une Vierge au voile bleu des Heures de René d'Anjou dans un autre livre d'heures aujourd'hui au J. Paul Getty Museum (Ms. 48, f.159). Il s'inpire également de lui pour ses décors de chartes, comme la lettre d'anoblissement de Jehannon Roy du 22 mars 1475 (Bibliothèque Méjanes, Ms.1804) ou dans celle de Pierre Dupin du 25 juin 1475 (Bibliothèque Inguimbertine, Ms. 1853).
Cette influence s'étend dans le Val de Loire jusqu'à Bourges, où est installé Jean Colombe : celui-ci achève certains de ses manuscrits et en réalise aussi des copies, comme l'exemplaire du Mortifiement de vaine plaisance conservé à la Fondation Martin Bodmer à Genève.

### En Italie et en Espagne

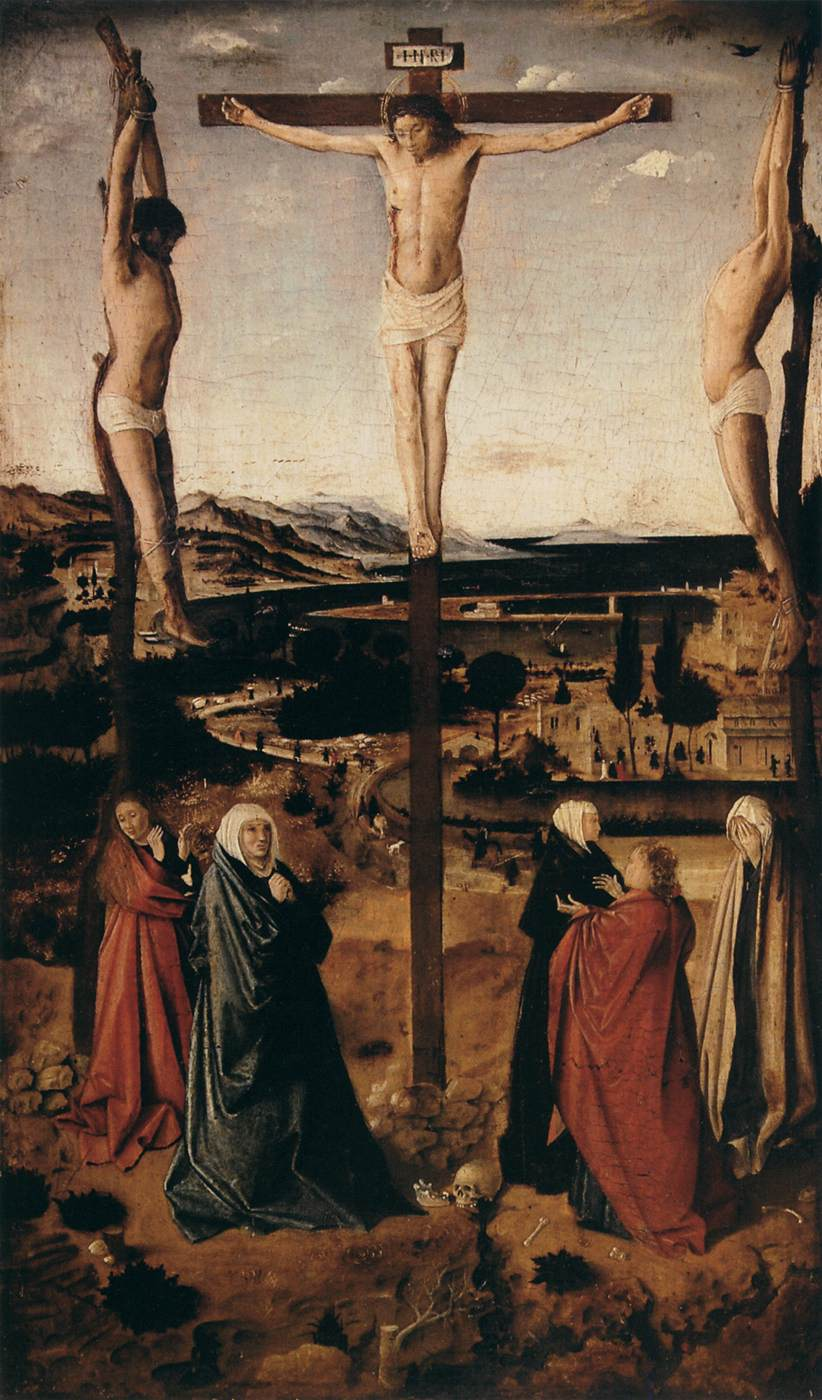
Crucifixion, Antonello de Messine, vers 1460, musée national d'art de Roumanie

Plusieurs influences ont été décelées chez certains peintres italiens. Pour Fiorella Sricchia Santoro, le style de Barthélemy d'Eyck pourrait avoir influencé Antonello de Messine par l'intermédiaire de son maître, Colantonio. Dans son tableau de la Crucifixion conservé au musée national d'art de Roumanie, les personnages présentent, selon elle, des similitudes avec ceux de L'Annonciation d'Aix. Selon Mauro Lucco, il aurait pu aussi influencer Giovanni Bellini. Des relations auraient pu se nouer entre les deux artistes puisque René d'Anjou a lui-même reçu en cadeau un manuscrit d'une Géographie de Strabon enluminé par ce peintre. Carlo Ginzburg voit même une influence de Barthélemy sur Piero della Francesca. Si un éventuel voyage de Barthélemy sur place pourrait expliquer ces influences, celles-ci pourraient aussi provenir des échanges de dessins et d'œuvres entre la Provence et l'Italie à l'époque. En effet, les voyageurs italiens parcourent régulièrement la région. Enfin, puisque René d'Anjou a reçu des manuscrits italiens en cadeau, il a tout à fait pu faire don en retour d'un manuscrit de son peintre favori en Italie.
Quelques œuvres espagnoles sont marquées par l'art de Barthélemy d'Eyck. Des historiens de l'art ont en effet noté la parenté entre l'art du peintre du roi René et certains retables, comme celui de la Vierge de Belen à Laredo (Cantabrie). La statue de la Vierge du retable présente de grandes similitudes avec le dessin du musée de Stockholm. Cette influence vient peut-être de la présence de nombreux Espagnols à la cour de René d'Anjou, dont la mère, Yolande, était d'origine aragonaise.

## Historiographie
Selon Dominique Thiébaut en 2004, « aucun peintre actif sur le sol français, n'a suscité une littérature aussi abondante et des discussions aussi passionnées, ces dernières années que le mystérieux Barthélemy d'Eyck ». L'historien Auguste Vallet de Viriville mentionne pour la première fois son existence en 1858 après avoir retrouvé sa trace dans les comptes du roi René mais sous le nom de Barthélemy de Clerc, à la suite d'une erreur de transcription. Albert Lecoy de La Marche, autre archiviste-historien, complète la connaissance sur le personnage grâce à ses travaux sur les comptes du roi René en 1875. En 1892, Paul Durrieu est le premier à attribuer des œuvres au peintre du roi René : il s'agit du Livre du cœur d'Amour épris et de la Théséide, tous deux conservés à Vienne. Par la suite, Georges Hulin de Loo lui attribue en 1904 le triptyque d'Aix avec beaucoup de prudence, préférant dans le même temps lui forger le nom de convention de « Maître de l'Annonciation d'Aix ». À son tour très prudent, Paul Durrieu lui attribue le Livre des tournois en 1911 mais forge lui aussi un nom de convention : le « Maître du Cœur d'amour épris » ou « Maître du roi René ». Si les noms de convention sont abondamment repris, le rapprochement avec Barthélemy d'Eyck, avancé avec beaucoup de précautions, rencontre dans un premier temps peu d'échos parmi les autres historiens d'art.
Le rapprochement entre le Maître d'Aix et le Maître du Roi René est suggéré dès 1928 par le conservateur du Louvre Louis Demonts puis par l'historien de l'art allemand Paul Wescher en 1945. C'est surtout Jacques Dupont qui effectue un rapprochement entre les petits personnages du Triptyque d'Aix et ceux du Livre du cœur d'Amour épris en 1950. Mais là encore, ces propositions sont peu reprises et le lien n'est pas fait avec Barthélemy d'Eyck. Une autre hypothèse est avancée à la même époque : selon l'historien de l'art autrichien Otto Pächt, René d'Anjou aurait réalisé les illustrations de ses propres manuscrits et il n'y aurait selon lui pas nécessité de chercher un autre peintre derrière le Maître du roi René. Là encore, cette hypothèse rencontre peu de succès.
Barthélemy d'Eyck est remis en avant à l'occasion d'une nouvelle découverte dans les archives, faite par Charles Sterling en 1981 : sa présence est attestée à Aix en compagnie d'Enguerrand Quarton au moment de la réalisation des Heures Morgan, que François Avril avait quelques années plus tôt attribuées au Maître du roi René. En 1983, dans sa monographie consacrée à Quarton, Sterling y inclut un chapitre restituant la vie et l'œuvre de Barthélemy d'Eyck à partir des éléments documentaires et des œuvres qui sont attribuées au Maître du roi René et au Maître d'Aix. À partir de cette date, de nombreux historiens de l'art, jusque-là critiques sur le rôle de Barthélemy, lui emboîtent le pas et enrichissent le corpus de ses œuvres. Michel Laclotte et Dominique Thiébaut valident l'hypothèse dans leur ouvrage sur l'école d'Avignon, François Avril lui attribue le Livre des tournois à l'occasion de sa publication en 1986, l'historienne de l'art italienne Fiorella Sricchia Santoro accrédite, la même année, l'idée de son voyage à Naples. L'historienne autrichienne Felicitas Brachert publie la Théséide de Vienne en 1989 en lui attribuant le manuscrit, et Eberhard König fait de même en 1996 pour le Livre du cœur d'Amour épris. Il confirme aussi l'attribution des ajouts au calendrier des Très Riches Heures du duc de Berry. Nicole Reynaud publie de nouveaux documents sur le peintre et lui attribue encore d'autres œuvres en 1989. L'historien italien Carlo Ginzburg écrit en 1996 que « le Maître de l'Annonciation d'Aix a pu être identifié en toute certitude avec Barthélemy d'Eyck », celui-ci faisant le lien, selon lui, entre Jean Fouquet et Piero della Francesca. Bien que de nombreux musées et expositions n'hésitent plus à donner son nom sur les cartels de ses œuvres sans point d'interrogation, cela n'empêche pas quelques historiens de l'art, de plus en plus rares comme Albert Châtelet, de s'opposer avec virulence à ces attributions,.

#### Ouvrages
- François Avril et Nicole Reynaud, Les manuscrits à peintures en France, 1440-1520, BNF/Flammarion, 1993, 439 p. (ISBN 978-2-08-012176-9), p. 224-237
- Dominique Thiébaut (dir.), Primitifs français. Découvertes et redécouvertes : Exposition au musée du Louvre du 27 février au 17 mai 2004, Paris, RMN, 2004, 192 p. (ISBN 2-7118-4771-3), p. 123-141
- Yves Bottineau-Fuchs, Peindre en France au XVe siècle, Arles, Actes Sud, 2006, 330 p. (ISBN 2-7427-6234-5), p. 119-141
- Marc-Édouard Gautier (dir.), Splendeur de l'enluminure. Le roi René et les livres, Angers/Arles, Ville d'Angers / Actes Sud, 2009, 415 p. (ISBN 978-2-7427-8611-4)
- Constantin Favre, « Barthélemy d'Eyck à Angers en 1462 », dans Frédéric Elsig, Peindre à Angers et Tours aux XVe – XVIe siècles, Silvana Editoriale, coll. « Biblioteca d'Arte », 2022, 343 p. (ISBN 9788836650781), p. 65-77

#### Articles
- Nicole Reynaud, « Barthélémy d'Eyck avant 1450 », Revue de l'Art, vol. 84, no 84,‎ 1989, p. 22-43 (ISSN 1953-812X, lire en ligne)
- Albert Châtelet, « Pour en finir avec Barthélemy d'Eyck », Gazette des Beaux-Arts, vol. 131, no 6,‎ mai-juin 1998, p. 199-220 (ISSN 0016-5530)
- Claire Challéat, « Barthélemy D'Eyck: Géographie Artistique Et Reconstruction Historiographique », Annali Della Scuola Normale Superiore Di Pisa. Classe Di Lettere E Filosofia, 5e série, no 1,‎ 2009, p. 3-17, 310-311 (JSTOR 24308440)